# Bristol Cars
Bristol Cars Ltd. war ein britischer Automobilhersteller, der in den 1950er Jahren stark im Rennsport engagiert war und ab 1946 exklusive Oberklassefahrzeuge in Handarbeit herstellte. Sitz der Produktion war Filton bei Bristol. In den ersten Jahren bestand eine enge Beziehung zu BMW, dessen Vorkriegsmodelle die technische Grundlage für Bristols Konstruktionen waren. Seit den 1960er Jahren baute Bristol in sehr niedriger Stückzahl hochpreisige Coupés und Cabriolets mit US-amerikanischer Antriebstechnik von Chrysler und eigenwilligen, teilweise skurrilen Karosserien. Ursprünglich ein Tochterunternehmen des Flugzeugherstellers Bristol Aeroplane Company, war Bristol Cars seit 1960 ein privat geführtes Unternehmen, das dem ehemaligen Rennfahrer Tony Crook gehörte. Zu Beginn des 21. Jahrhunderts warb Bristol damit, der letzte Automobilhersteller zu sein, der sich vollständig in britischem Besitz befand. Mit dem veralteten Blenheim und dem sehr teuer entwickelten Hochleistungssportwagen Fighter hatte das weitgehend auf den britischen Markt beschränkte Unternehmen aber letztlich keinen Erfolg mehr. Im Frühjahr 2009 wurden die letzten Neufahrzeuge hergestellt. Danach befasste sich das Unternehmen nur noch mit der Restauration älterer Modelle der eigenen Marke. Im März 2011 geriet Bristol Cars in die Insolvenz, woraufhin das Schweizer Unternehmen Kamkorp Autokraft den Autohersteller übernahm. Nach fünfjähriger Entwicklungszeit präsentierte Bristol 2016 mit dem Bullet ein komplett neues Modell, das die Verbindung zu BMW wieder beleben sollte. Eine Serienfertigung kam aber nicht zustande. Ende 2019 war Bristol erneut zahlungsunfähig, im März 2020 wurde das Unternehmen aufgelöst.

## Unternehmensgeschichte
Die Bristol Aeroplane Company war zwischen den Weltkriegen einer der bekanntesten britischen Flugzeughersteller und Motorenbauer. Für die Royal Air Force stellte sie die leichten bis mittleren Bomber-Modelle Bristol Blenheim und Bristol Beaufighter her. Nach dem Ende des Zweiten Weltkriegs mussten sich alle Rüstungsfirmen wegen der drastisch verschlechterten Auftragslage nach neuen Betätigungsfeldern umsehen. Bristol beschloss, sich – ähnlich wie Saab – auch dem Automobilbau zuzuwenden. Bereits während des Zweiten Weltkriegs hatte Bristol zwei sehr unterschiedliche Fahrzeuge mit eigener Antriebstechnik entwickelt, von denen bis 1946 jeweils mehrere Prototypen hergestellt wurden. Im Frühjahr 1946 entschied sich das Unternehmen allerdings gegen den Bau dieser Fahrzeuge und übernahm stattdessen eine deutsche Konstruktion, aus der letztlich der Bristol 400 wurde.

### Beziehungen zu BMW

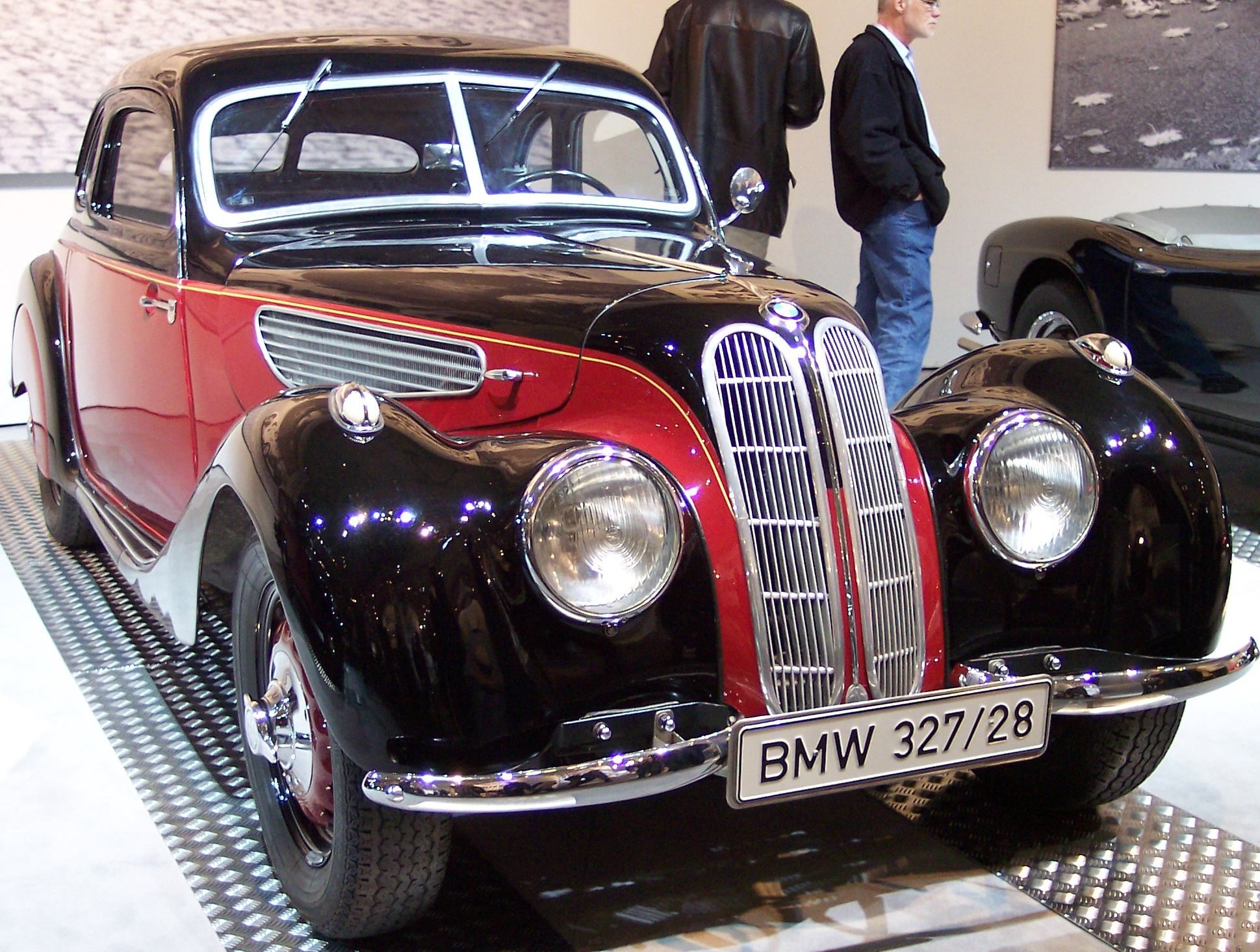
Vorbild für den ersten Bristol: Der BMW 327 mit einer Karosserie von Autenrieth

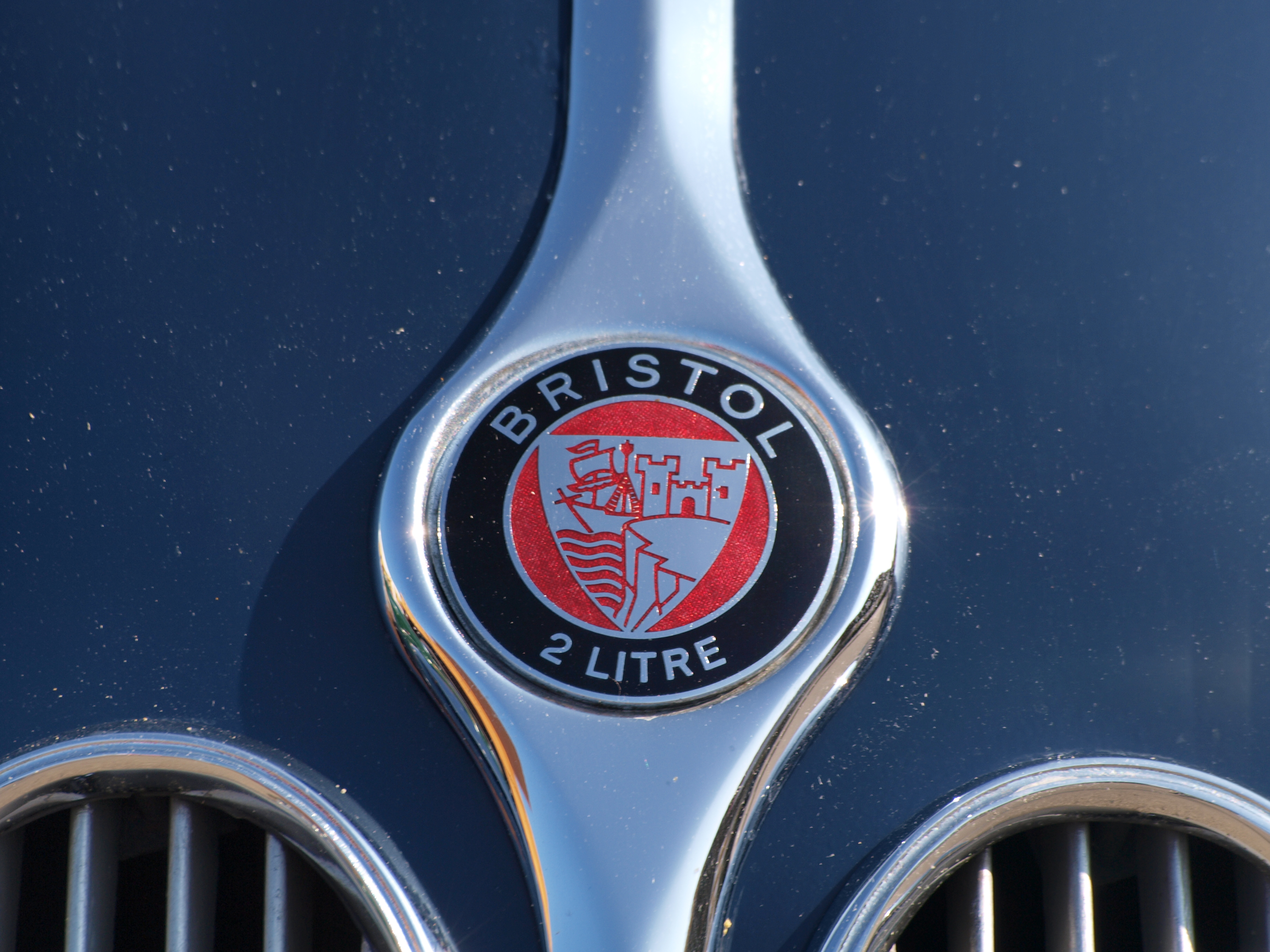
Markenlogo auf einem Bristol 403

Äußerer Anlass für diese Entscheidung war die Übernahme des britischen Automobilherstellers Frazer-Nash durch Bristol im Juni 1945. H. J. Aldington, einer der Inhaber von Frazer-Nash, hatte 1934 den BMW-Direktor Franz-Joseph Popp in München besucht und die Rechte zum Bau und Vertrieb einiger Entwürfe von BMW-Modellen in Großbritannien erworben, die dort als „Frazer-Nash BMW“ verkauft wurden. Im Juli 1945 erwarb Oberst Aldington einen der Mille Miglia-BMW 328.
Aldington übernahm in den ersten Wochen nach dem Ende des Zweiten Weltkriegs eine große Menge an Konstruktionszeichnungen für die BMW-Modelle BMW 326, 327 und 328; ferner konnte er den BMW-Ingenieur Fritz Fiedler für eine Zusammenarbeit mit Frazer Nash gewinnen. Angesichts der neuen Beziehung zu Frazer-Nash stellte Bristol Anfang 1946 die Entwicklung eines eigenen Autos ein und konzentrierte sich auf die Übernahme und die Anpassung der BMW-Konstruktionen. Diese Entscheidung ermöglichte den schnellen und kostengünstigen Aufbau der eigenen Automobilsparte, führte andererseits aber dazu, dass Bristol statt einer Neuentwicklung künftig eine Vorkriegskonstruktion verwenden würde. Bereits im September 1946 begann die Produktion eines 400 saloon-Prototyps, der erstmals auf dem Genfer Auto-Salon vorgestellt wurde. Das Auto wurde anfänglich als Frazer-Nash-Bristol angekündigt; wenig später wurde der Name allerdings auf Bristol reduziert. Im April 1947 trennten sich Bristol und Frazer Nash. Bristol setzte den Bau des 400 unter eigener Leitung fort; Frazer-Nash baute daraufhin Sportwagen, die zumeist Motoren von Bristol verwendeten.
Ungeklärt ist bislang die Frage, bis zu welchem Grad die Verwendung deutscher Konstruktionen mit Billigung von BMW erfolgte. Einzelne Quellen gehen davon aus, dass Aldington bzw. Bristol die Unterlagen ursprünglich im Rahmen von Kriegsreparationen erhielten; andere vermuten Straftaten in einem kriegsbedingt de facto rechtsfreien Raum. Wieder andere Quellen unterstellen, das BMW-Stammhaus in München habe die Unterlagen lieber in den Händen der westlichen Alliierten gesehen als in denen der Sowjetunion, in deren Machtbereich als Kriegsfolge bereits das BMW-Automobilwerk Eisenach lag. Weiter gehend ist die These, dass BMW aufgrund der langjährigen Kontakte zu Frazer Nash und Aldington aus den 1930er-Jahren bewusst kooperierte und Gegenleistungen bzw. Zusagen erhielt, um im Nachkriegsdeutschland wieder selbst die Automobilproduktion aufnehmen zu können. Bedeutsam ist in diesem Zusammenhang der Umstand, dass BMW – anders als im Falle des ostdeutschen EMW – Bristol die Verwendung der markentypischen „Niere“ nicht untersagte, sodass dieses Gestaltungselement bis zur Produktionseinstellung des Bristol 403 im Jahr 1955 durchgängig verwendet wurde. Die Nomenklatur beider Marken lässt auf ein jedenfalls stillschweigendes Einverständnis schließen: BMW hatte bis zum Zweiten Weltkrieg Fahrzeuge der 300-Serie produziert. Daran knüpfte Bristol ab 1946 an, als mit dem 400 eine neue Serie aufgelegt wurde. BMW dagegen stellte nie Fahrzeuge der 400-Serie her, sondern nahm die Produktion nach dem Zweiten Weltkrieg mit der 500-Serie wieder auf.

### Die Anfänge: Im Verbund mit Bristol Aeroplane
Bis 1959 war die Herstellung von Kraftfahrzeugen einer von mehreren Tätigkeitsbereichen der Bristol Aeroplane Company. Zunächst war Bristol Cars organisatorisch eine Abteilung von Bristol Aeroplane. Im Herbst 1955 wurde die Autoproduktion in eine eigenständige Kapitalgesellschaft ausgegliedert, die vollständig im Eigentum von Bristol Aeroplane stand.
Als Bristol Aeroplane sein Tochterunternehmen Bristol Aero Engines im April 1959 mit Armstrong Siddeley, dem Motorenhersteller der Hawker-Siddeley-Gruppe, zu Bristol Siddeley Engines (BSE) verschmolz, ging auch Bristol Cars auf das neue Unternehmen über. Ende 1959 überlegte das BSE-Management, Bristol Cars mit der Automobilsparte von Armstrong Siddeley zu einem gemeinsamen Betrieb zusammenzuführen. Im Januar 1960 favorisierte es dagegen die Schließung von Bristol Cars.

### Kleinstserienhersteller: George White und Tony Crook

Logo von Bristol Cars in der Tony-Crook-Ära

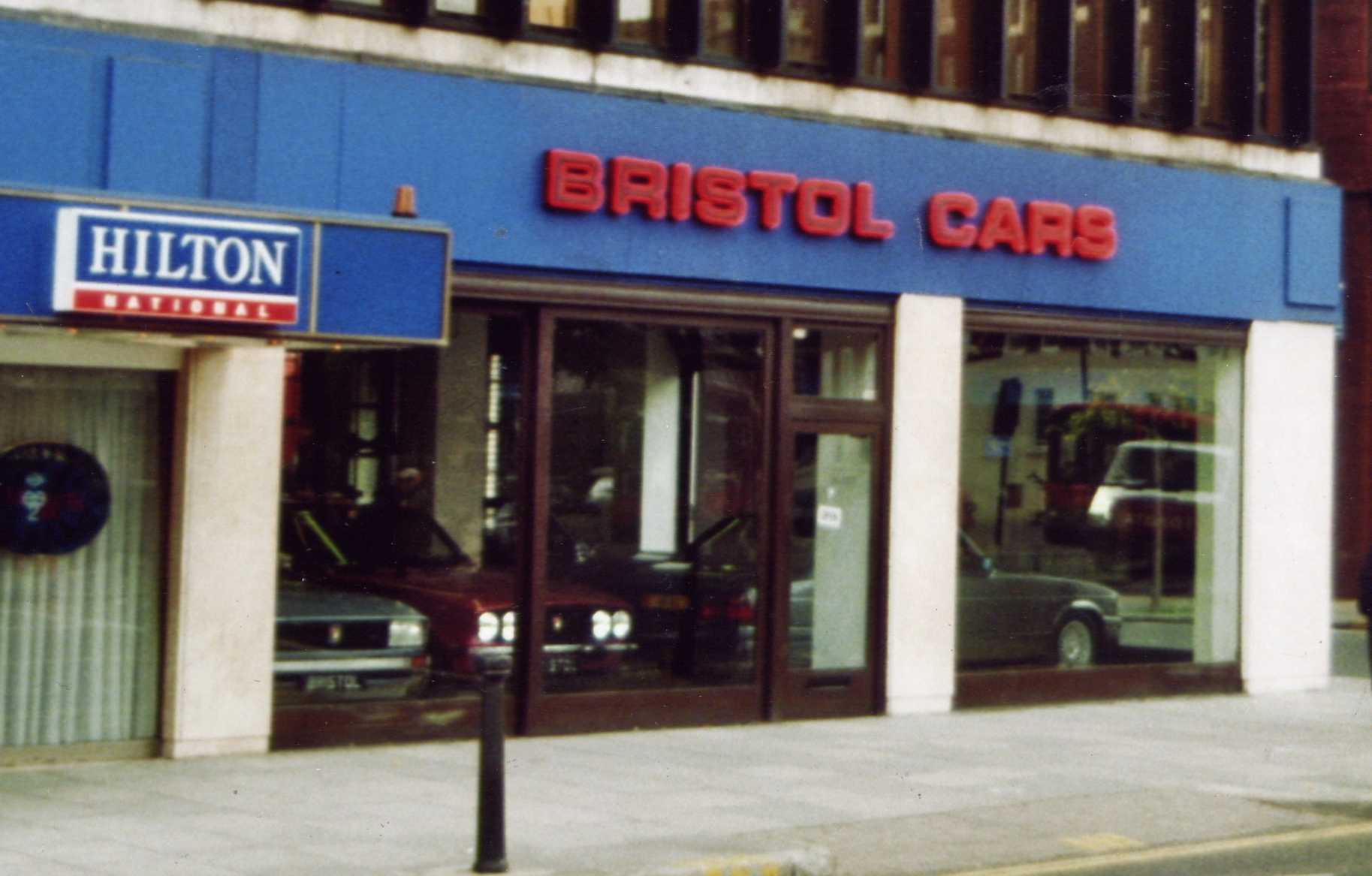
Bristols Showroom in Kensington (Oktober 1995). Ausgestellt sind ein Brigand, ein 603 und ein Blenheim 1

Bevor BSE die Automobilsparte schließen konnte, übernahmen George White, ein führender Manager von Bristol Cars, und der Londoner Bristol-Händler Anthony „Tony“ Crook im September 1960 sämtliche Unternehmensanteile der Bristol Cars Ltd., die daraufhin aus Bristol Siddeley Engines herausgelöst und als eigenständiger Betrieb fortgeführt wurde. Tony Crook war Bristol Cars von Beginn an eng verbunden. Er hatte im Zweiten Weltkrieg als Jagdflieger bei der Royal Air Force gedient und war in der Nachkriegszeit wiederholt als erfolgreicher Rennfahrer in Erscheinung getreten; viele seiner Erfolge hatte er in Wagen erreicht, die mit Bristol-Motoren ausgestattet waren. Bereits kurz nach Aufnahme der Autoproduktion hatte Crook begonnen, Bristol-Fahrzeuge zu verkaufen, und in den 1950er-Jahren war er zum bedeutendsten Händler der Marke aufgestiegen. Auf Crooks Initiative gingen einige attraktive Sondermodelle zurück, namentlich die von Zagato eingekleideten Sportversionen der Typen 406 und 407.
Mit der Übernahme Bristols durch White und Crook änderten sich die Struktur und die Ausrichtung des Unternehmens. White und Crook konnten nur einen kleinen Teil der bisherigen Belegschaft von Bristols Autosparte übernehmen, außerdem mussten sie auf kleinere Produktionsgebäude ausweichen. Auch die finanziellen Mittel waren knapper als in der Bristol-Aeroplane-Ära. In jener Phase hatte Bristol Pläne entwickelt, mit einem intern als World Car bezeichneten Auto, das formal als Bristol 220 geführt wurde, eine größere Serienproduktion aufzunehmen und in Konkurrenz zu BMW und Mercedes-Benz zu treten. Diese Pläne mussten White und Crook nach der Übernahme von Bristols Autosparte umgehend aufgeben. Stattdessen wurde Bristol Cars unter White und Crook zu einem Kleinstserienhersteller, der exklusive, hochpreisige Autos im Programm hatte und wiederholt mit wirtschaftlichen Schwierigkeiten zu kämpfen hatte. Bristol Cars war nun weitgehend auf den britischen Markt fokussiert und reduzierte auch hier sein Händlernetz. Diese Entwicklung verstärkte sich, als Tony Crook 1973 die Anteile George Whites übernahm, der kurz zuvor einen schweren Verkehrsunfall erlitten hatte. In der Tony-Crook-Ära galt Bristol als exzentrische Marke, die sich an wohlhabende, sportlich orientierte Selbstfahrer wandte, denen nichts an sichtbarem Status lag. Aus dieser Zeit stammt das langjährige Firmenmotto „Nicely understated but never underrated“. Dementsprechend verzichtete Crook seit den 1970er-Jahren weitgehend auf öffentliche Auftritte; die Werbung für seine Autos beschränkte sich laut Crook auf „Flüsterpropaganda in englischen Clubs“. Ungewöhnlich war auch der vollständige Verzicht auf ein Händlernetz: Bristol Cars verkaufte die Autos seit den frühen 1970er-Jahren direkt an seine Kunden. Es gab nur einen – nach wie vor bestehenden – Showroom im Londoner Stadtteil Kensington.
Spätestens seit den 1980er-Jahren war die wirtschaftliche Lage von Bristol Cars dauerhaft angespannt. In den 1990er Jahren und im ersten Jahrzehnt des 21. Jahrhunderts geriet die Automobilproduktion bei Bristol deshalb immer mehr in den Hintergrund. Diese Zeit war geprägt von dem 1993 vorgestellten Modell Blenheim, das 17 Jahre lang im Angebot war und angesichts nur geringer äußerer Modifikationen zunehmend weniger attraktiv war. Nach übereinstimmenden Presseberichten wurden seit Mitte der 1990er-Jahre kaum mehr als 20 Neufahrzeuge pro Jahr hergestellt. In der Produktion arbeiteten zuletzt nur noch 27 Angestellte. Weitaus einträglicher war die Restaurierung klassischer Bristol-Modelle, die auf hohem Niveau durchgeführt wurde.

### Übernahme durch Tavistock

Neuer Investor: Tavistock Group

Tony Crook sah zum Ende des Jahrzehnts die Notwendigkeit, das Unternehmen durch Beteiligung neuer Geschäftspartner finanziell zu stärken. Nach Darstellung von Tony Crook waren in den 1990er Jahren mehrere große Automobilhersteller an einer Übernahme von Bristol interessiert; Crook entschied sich jedoch letztlich für einen britischen Investor. Die Wahl fiel auf Toby Silverton, der für die Tavistock Group handelte, eine Investment-Gesellschaft des englischen Milliardärs Joe Lewis, der zu dieser Zeit der Schwiegervater von Silverton war. 1997 erhielt die Tavistock Group zunächst eine Minderheitsbeteiligung; 2001 übernahm sie schließlich das gesamte Unternehmen. Silverton leitete das Unternehmen daraufhin. Crook blieb zunächst Berater, schied allerdings 2007 im Alter von 83 Jahren endgültig aus, nachdem es zwischen ihm und Silverton zu Unstimmigkeiten über die weitere Entwicklung des Unternehmens gekommen war. Von Crooks Politik der Diskretion abrückend, bemühte sich Silverton zu Beginn des 21. Jahrhunderts, die Außenwahrnehmung der Marke wieder zu steigern. So unterhielt Bristol 2009 erstmals seit nahezu zwei Jahrzehnten einen Stand auf einer britischen Automobilausstellung. Diesem Zweck diente auch die zwischenzeitlich gewachsene Bereitschaft des Unternehmens zur Herstellung von Sondermodellen und Einzelstücken. Zu ihnen gehörten Nachbauten des Bristol 405 Drophead Coupé oder der Blenheim Mk. 4. Andererseits betonte Silverton weiterhin die Individualität der Marke, die nun unter dem Motto „Handbuilt cars for individualists“ auftrat. 2010 erklärte er, dass Bristol nicht die Absicht habe, „sklavisch jede automobile Mode zu kopieren“. Auf eine Präsenz in den USA verzichtete Bristol bewusst. Einerseits sei eine Anpassung der laufenden Modelle an die amerikanischen Zulassungsbestimmungen zu kostenintensiv; andererseits war Silverton der Auffassung, dass amerikanische Käufer den Charakter eines Bristol im Regelfall nicht verstünden: Amerikaner hätten „kein Interesse an Autos, die viel Geld kosten, denen man das aber nicht ansieht.“

### Erste Insolvenz und Übernahme durch Kamkorp

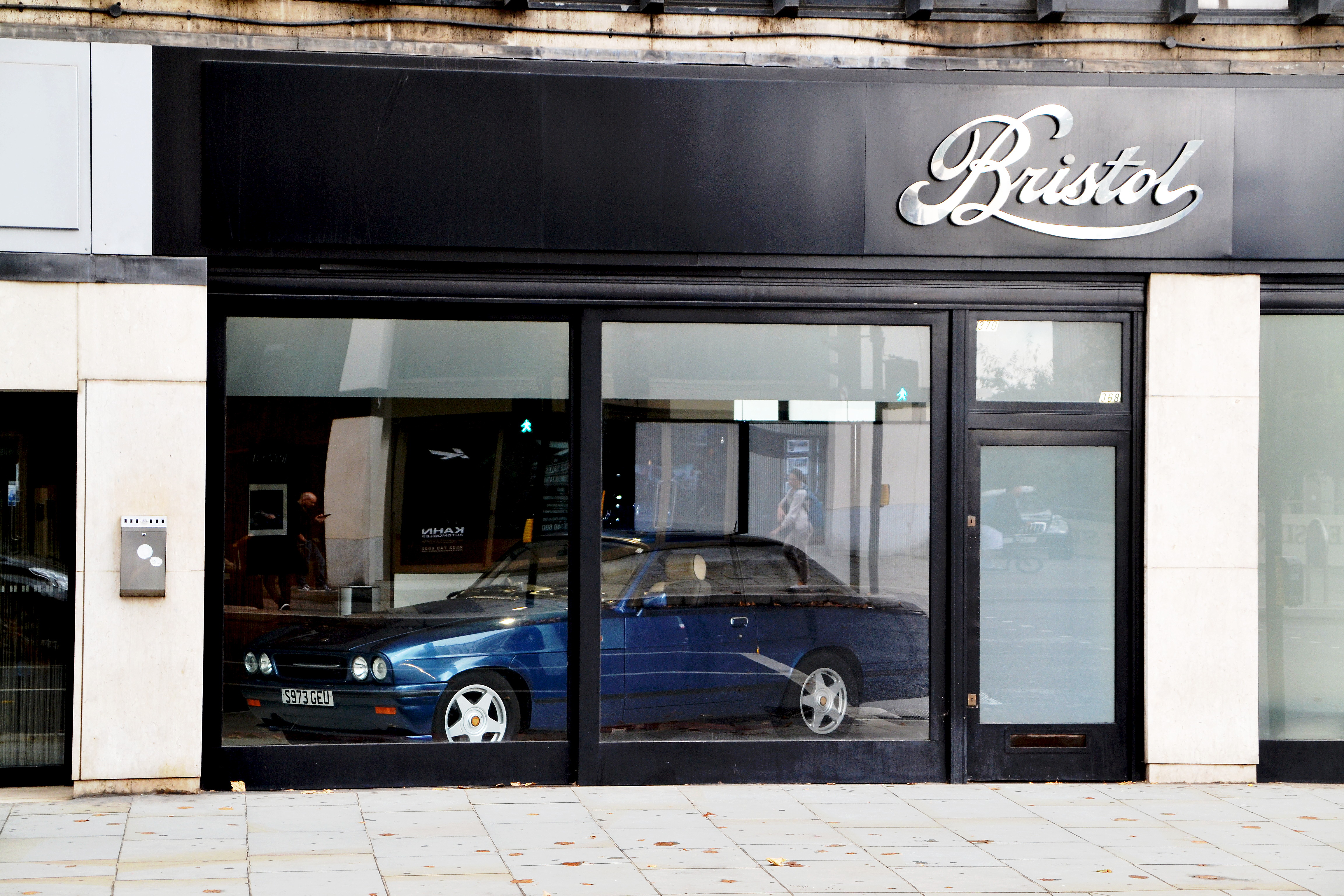
Bristols Showroom in Kensington (2019): Ausgestellt ist ein Blenheim 3

Die Übernahme durch Tavistock verschaffte Bristol Cars zwar zunächst Liquidität; zu einer grundlegenden Konsolidierung kam es indes nicht. Der Vorsitzende des Bristol Owners Clubs wies bereits 2007 auf die kritische Lage hin und prognostizierte die Insolvenz des Unternehmens innerhalb der kommenden zwei Jahre. Durch die Automobilproduktion erwirtschaftete Bristol zuletzt Verluste in Höhe von 300.000 bis 400.000 £ jährlich; diese Defizite konnten durch die beiden anderen Betriebszweige – die Restaurierung alter Fahrzeuge und den Gebrauchtwagenhandel – nicht mehr ausgeglichen werden. Die wesentliche Ursache für die finanzielle Schieflage in den letzten Jahren wird dabei zumeist in den hohen Entwicklungskosten für den Supersportwagen Fighter gesehen, den Bristol 2004 auf Wunsch Silvertons auf den Markt brachte, der aber nicht in der notwendigen Stückzahl abgesetzt werden konnte.
Anfang März 2011 erreichte Bristol Cars den Zustand der Zahlungsunfähigkeit. Am 3. März 2011 wurde das Unternehmen unter Insolvenzverwaltung gestellt. Der Produktionsbereich wurde nach dem Insolvenzantrag komplett stillgelegt und die entsprechenden Mitarbeiter entlassen, während Service und Verkauf aufrechterhalten blieben. Die Insolvenz Bristols steht in einem zeitlichen Zusammenhang mit der Scheidung Toby Silvertons von seiner Frau, deren Vater Silvertons Bristol-Engagement finanziert hatte.
Toby Silverton versuchte vergeblich, Teile des Unternehmens aus der Insolvenz heraus zu übernehmen. Bristol Cars wurde stattdessen im April 2011 von der Schweizer Kamkorp Autokraft übernommen, die zur Frazer-Nash-Gruppe gehörte. Frazer-Nash entwickelt alternative Antriebe für Automobile, darunter Hybrid- und Elektroantriebe. Unter Kamkorp wurde der Unternehmenssitz nach Windlesham, Surrey, verlegt. In dieser Zeit produzierte Bristol keine Neufahrzeuge. Zwar erklärte ein Kamkorp-Sprecher bereits im August 2011, dass die Automobilproduktion bei Bristol mit neu konstruierten Autos wieder aufgenommen werden solle; dabei wurden mehrere Modelle mit Elektro- oder Hybridantrieb und auch eine Teilnahme an Motorsportveranstaltungen wie dem 24-Stunden-Rennen von Le Mans in Aussicht gestellt („The future for Bristol will be different“). Daraus wurde bislang nichts. 2016 stellte Bristol nur den Prototyp Bullet vor. Die für 2017 angekündigte Aufnahme der Serienproduktion, ließ sich allerdings nicht realisieren; der Bullet blieb ein Einzelstück.

### Erneute Insolvenz und Auflösung
Ende 2019 war Bristol erneut zahlungsunfähig. Auf Antrag eines Gläubigers wurde das Insolvenzverfahren eröffnet, im Februar 2020 wurde der Insolvenzverwalter bestellt, am 5. März 2020 wurde das Unternehmen aufgelöst, nachdem kein Vertreter von Kamkorp bei der abschließenden Gerichtsverhandlung erschienen war. Der Erlös aus dem Verkauf der Aktiva war zur Befriedigung der Gläubiger bestimmt. Der Bristol Owners Club bemüht sich um eine Übernahme des Materials und des Archivs. Im Sommer 2020 wurden Bilder aus der leerstehenden Bristol-Fabrik veröffentlicht, in der zahlreiche Prototypen und unvollendete Autos standen.

### Versuch der Fortsetzung
Im Laufe des Jahres 2020 erwarb der in Essex ansässige Immobilienentwickler Jason Wharton die Namensrechte an Bristol Cars, ferner die Produktionsrechte an den bisherigen Bristol-Modellen sowie Originalwerkzeuge aus der ehemaligen Automobilproduktion. Wharton beabsichtigt, an Bristols traditionellem Standort in Filton eine Werkstatt zu eröffnen, die ab 2022 unter der Bezeichnung Series 8 zunächst Aufrüstungen (upgradings) für ältere Bristol-Modelle wie den 411 und den Fighter anbieten soll. Zur Mitte des Jahrzehnts ist ein neuer Viersitzer unter der Bezeichnung Bristol Buccaneer geplant. November 2020 wurden in einem britischen Verkaufsportal für klassische Automobile erste Anzeigen geschaltet. Dabei wurden auch Versionen mit Elektroantrieb angekündigt.

## Übersicht über die Bristol-Modelle
Generell lässt sich die Modellpolitik Bristols bis zur Übernahme durch Kamkorp 2011 in zwei Phasen teilen: In der ersten Phase, in der Bristol mit eigenen Motoren antrat, war ein selbstbewusster Auftritt des Unternehmens nicht zu übersehen. In dieser Zeit dürften die bei weitem meisten Bristols hergestellt worden sein. Zudem wurden Bristol-Motoren, die in Fabrikversion bis zu 140 bhp zu leisten imstande waren, an Frazer-Nash und AC verkauft. Seit den 1960er-Jahren, als Bristol amerikanische Achtzylinder verwendete, bevorzugte Bristol eine ausgesprochene Zurückhaltung und eine Hinwendung zu extremer Exklusivität, was sowohl das äußere Erscheinungsbild als auch die Produktionszahlen anging, die nur noch einen Bruchteil der Produktion der frühen Jahre ausmachte.

### Erste Prototypen
Zwischen 1940 und 1946 entwickelte die Bristol Aeroplane Company zwei unterschiedliche Fahrzeugkonzepte, die für einen Einstieg in die Automobilproduktion in Frage kamen. Beide Fahrzeuge wurden maßgeblich von Sir Roy Fedden entwickelt, einem Flugzeugingenieur, der in den späten 1930er Jahren zu Bristol gekommen war, als das Unternehmen den ebenfalls in Bristol ansässigen Konkurrenten Cosmos Engineering Company übernommen hatte. Mit Fedden arbeitete Ian Duncan, der später Duncan Industries gründen sollte.
- Feddens erste Entwicklung war ein Auto mit der Bezeichnung Type F. Es handelte sich um ein kompaktes Auto mit einem Dreizylinder-Sternmotor und Luftkühlung. Diese Konzeption, die auf eine noch bei Cosmos initiierte Idee zurückging, dokumentierte Feddens Herkunft aus der Flugzeugindustrie. Das 1,6 Liter große Triebwerk war im Heck installiert. Alle vier Räder waren einzeln aufgehängt und mit einem Pneumatik-System verbunden, das das Konzept der Citroën DS vorwegnahm. Die Karosserie bestand aus Aluminium. Das komplette Auto wog weniger als eine Tonne. Vom Type F wurden 1945 drei Prototypen hergestellt, die sich in zahlreichen Details voneinander unterschieden.
- Parallel zum Type F entwickelte Fedden den Type 2EX, eine viertürige Limousine mit konventionellerer Technik. Der 2EX hatte einen 2,0 Liter großen, wassergekühlten Vierzylinder-Reihenmotor, der hinter der Vorderachse eingebaut war und die Hinterräder antrieb. Jeder Zylinder verfügte über einen eigenen Zylinderkopf aus Aluminium. Die Karosserie war als viertürige Fließhecklimousine im Ponton-Stil gestaltet; es gab keine separaten oder abstehenden Kotflügel. Die Fahrzeugfront fiel in einem deutlichen Bogen nach vorn ab. Die Scheinwerfer befanden sich zwischen den Kotflügeln und dem Kühlergrill; sie waren im Stil des Chrysler Newport Phaeton von 1940 von einer beweglichen Klappe verdeckt. Auch von diesem Modell wurden mehrere Prototypen hergestellt und bis ins Frühjahr 1946 getestet. Einer der Prototypen wurde dabei in einem Unfall schwer beschädigt. Danach endete die Entwicklung des 2EX abrupt.

Die Entscheidung Bristols, statt einer Eigenkonstruktion künftig ein in Deutschland konzipiertes Auto zu bauen und zu vertreiben, erklärt sich aus der seit Juni 1945 bestehenden Zusammenarbeit mit Frazer-Nash. Roy Fedden äußerte in mehreren Interviews später seine Verbitterung über diesen Weg.

### Die Sechszylinder-Modelle

#### Bristol 400
Das erste Automobil von Bristol, der 400 Sports Saloon mit hinten angeschlagenen Türen, stand ab 1947 zum Verkauf. Der Wagen war im Ganzen ein Nachbau des BMW 327. Der Rahmen, der Sechszylinder-Motor und auch die Karosserie entsprachen weitgehend dem deutschen Vorbild, sogar der nierenförmige Kühlergrill wurde übernommen. Der zwei Liter große Sechszylinder leistete 85 bhp und beschleunigte das Auto auf 94 Meilen pro Stunde. Insgesamt wurden nach Angaben von Tony Crook etwas weniger als 700 Exemplare gebaut, darunter mehrere Cabriolets und mindestens ein Station Wagon. Der erste, 1946 gebaute, Bristol 400 befand sich bis zu dessen Tod im Besitz von Tony Crook.

#### Bristol 401, 402 und 403: Die Aerodyne Bristols

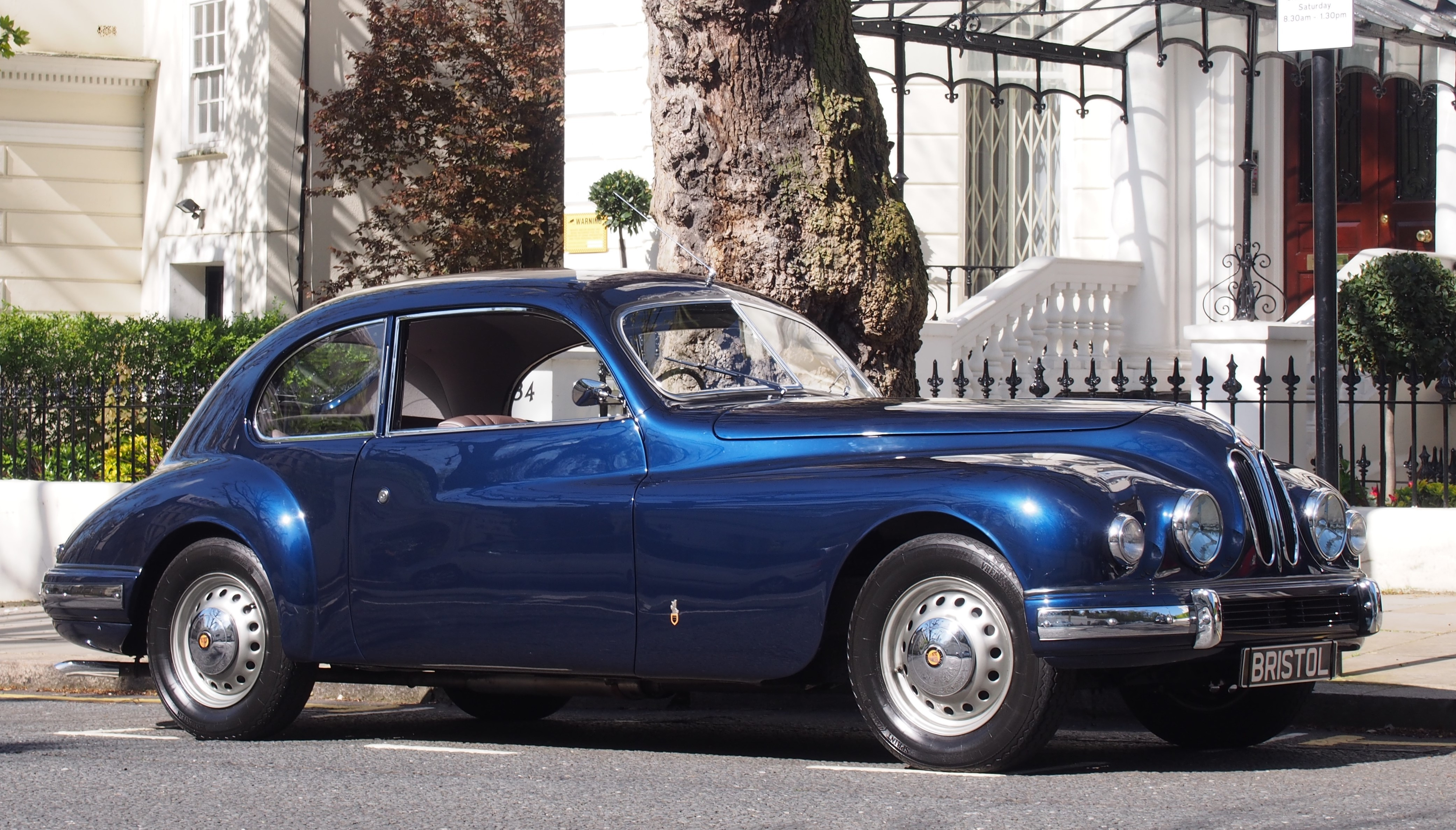
Bristol 401

Die eindeutige Ähnlichkeit des Bristol 400 mit dem deutschen BMW 327 wurde sowohl in der Unternehmensleitung als auch in der britischen Öffentlichkeit kritisch gesehen. Daher überarbeitete Bristol das Auto in der Folgezeit gründlich. Im Oktober 1948 wurde als Nachfolgemodell der Bristol 401 vorgestellt, der den 400 allerdings nicht sofort ersetzte, sondern bis 1950 parallel angeboten wurde. Die Änderungen bezogen sich in erster Linie auf die Karosserie. Die Carrozzeria Touring in Mailand hatte eine glatte, aerodynamisch effektive Aluminiumkarosserie entworfen, die mit Ausnahme des Kühlergrills keinerlei Ähnlichkeit mit dem Vorgänger aufwies. Stilistisches Vorbild war die Lancia Aprilia Berlinetta, die Carlo Anderloni 1946 für eine Kleinserie entworfen hatte. Das bekannte Chassis wurde nur in einzelnen Details modifiziert; die Motorleistung blieb unverändert, allerdings erhöhte sich die Höchstgeschwindigkeit angesichts der deutlich strömungsgünstigeren Karosserie auf 98 Meilen pro Stunde. Der Preis für einen 401 lag 1950 bei 2000 £ vor Steuern.
1953 präsentierte Bristol eine überarbeitete Version des Coupés mit der Bezeichnung 403. Diesmal blieb die Karosserie unverändert; dafür erhielt der Motor eine gründliche Überarbeitung. Durch eine Überarbeitung des Zylinderkopfes, der größere Ventile erhielt, und einige andere Modifikationen erreichte Bristol nunmehr eine Leistung von 100 bhp, sodass der Wagen eine Höchstgeschwindigkeit von 100 Meilen pro Stunde erreichte. Der Preis stieg auf 2100 £ vor Steuern.
Eine Besonderheit war der zeitweilig angebotene Bristol 402 Drophead Coupé, ein zweitüriges Cabriolet auf der Basis des 401. Es wurden lediglich etwa 20 Exemplare gebaut, die einige Bekanntheit erlangten, weil mehrere Hollywood-Schauspieler, darunter Jean Simmons, sich für einen Bristol 402 entschieden.

#### Bristol 404

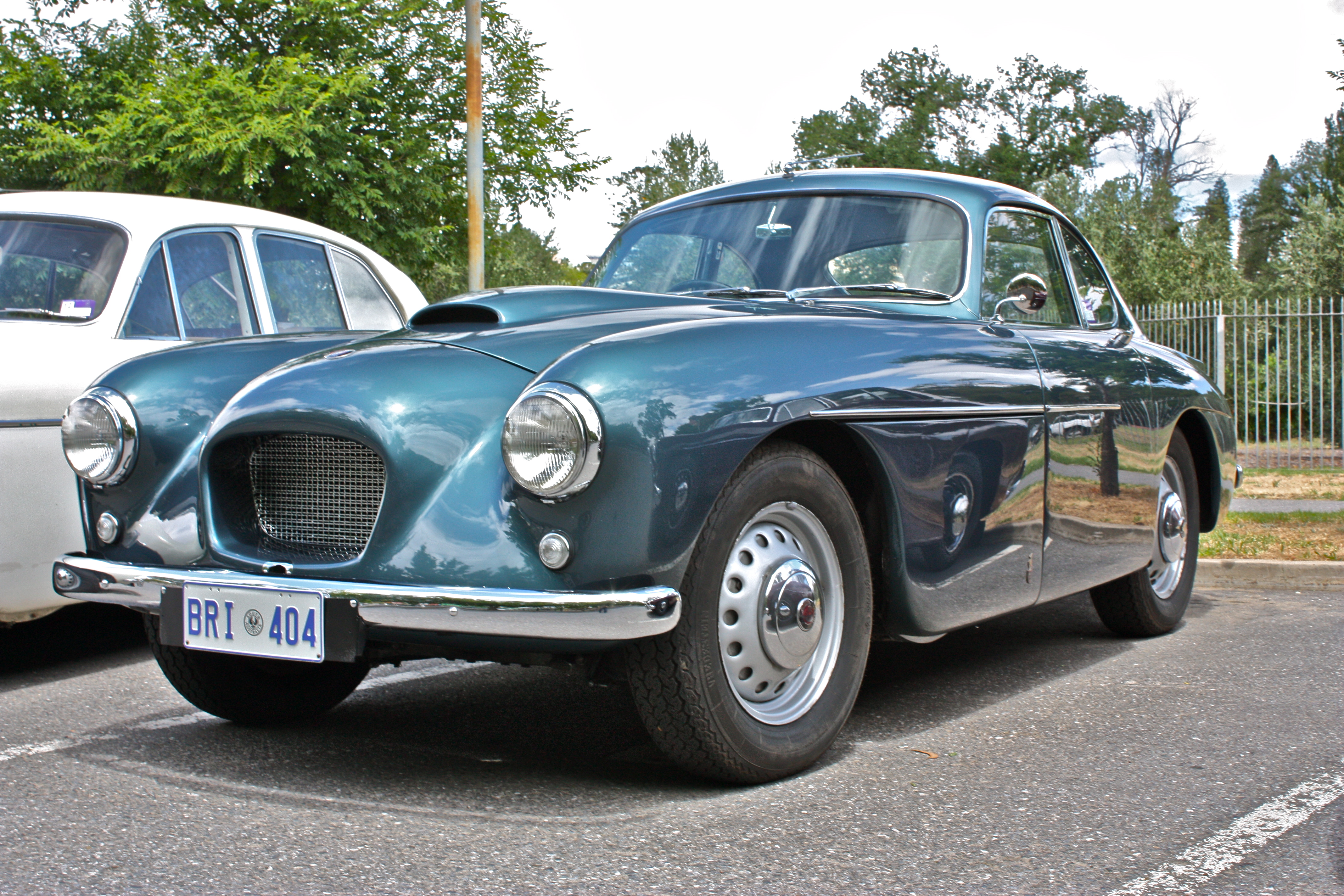
Bristol 404

Im Herbst 1953 erschien ein weiteres Sondermodell: das zweisitzige Sportcoupé 404. Es war gedacht für den wohlhabenden Selbstfahrer, dem der fünfsitzige 403 zu umständlich, vielleicht auch zu unhandlich war. In der Tat war der 404 ein deutlich sportlicheres Fahrzeug. Es ruhte auf einem um 45 cm gekürzten Chassis und war gegenüber dem 403 um 20 Prozent leichter. Hinzu kam ein erneut überarbeiteter Motor, der bei unverändertem Hubraum nunmehr bis zu 125 bhp abgab. Das genügte, um dem Wagen eine respektable Höchstgeschwindigkeit von 120 Meilen pro Stunde zu ermöglichen. Die Fließheckkarosserie war eigenständig. Sie wies eine auffällige Kühleröffnung an der Front und dezente Flossen am Heck auf. Bei dem 404 zeigte sich erstmals eine stilistische Eigenart, die zum besonderen Merkmal aller späteren Bristols werden sollte und sich noch heute bei den aktuellen Modellen findet: Zwischen dem Vorderrad und der A-Säule wurden, von außen über eine Klappe zugänglich, einerseits das Reserverad, andererseits die Batterie untergebracht. Diese Idee entlastete den Kofferraum und ermöglichte es außerdem, mehr Gewicht in der Nähe des Fahrzeugmittelpunkts zu platzieren.
Die akzeptablen Fahrleistungen und der seriöse, aber unaufdringliche Auftritt des 404 brachten dem Auto bald den Beinamen „Gentleman’s Express“ ein. Das Fahrzeug wurde von der Presse einhellig gelobt; der britische Journalist John Bolster bezeichnete es beispielsweise als „fliegender Teppich für eine schnelle Reise zu zweit“ (Auto Sport vom 16. Oktober 1953). Dennoch erwies sich das Auto nicht als Erfolg, und auch die Unternehmensleitung gab zu, dass man gerne mehr Fahrzeuge von diesem Modell verkauft hätte. Insgesamt wurden – je nach Quelle – 40 bis 55 Exemplare des 404 hergestellt. Die geringe Produktion lag im Wesentlichen daran, dass der 404 nahezu doppelt so teuer wie ein Jaguar XK 140 war, dessen Fahrleistungen aber nicht übertraf.

#### Arnolt-Bristol

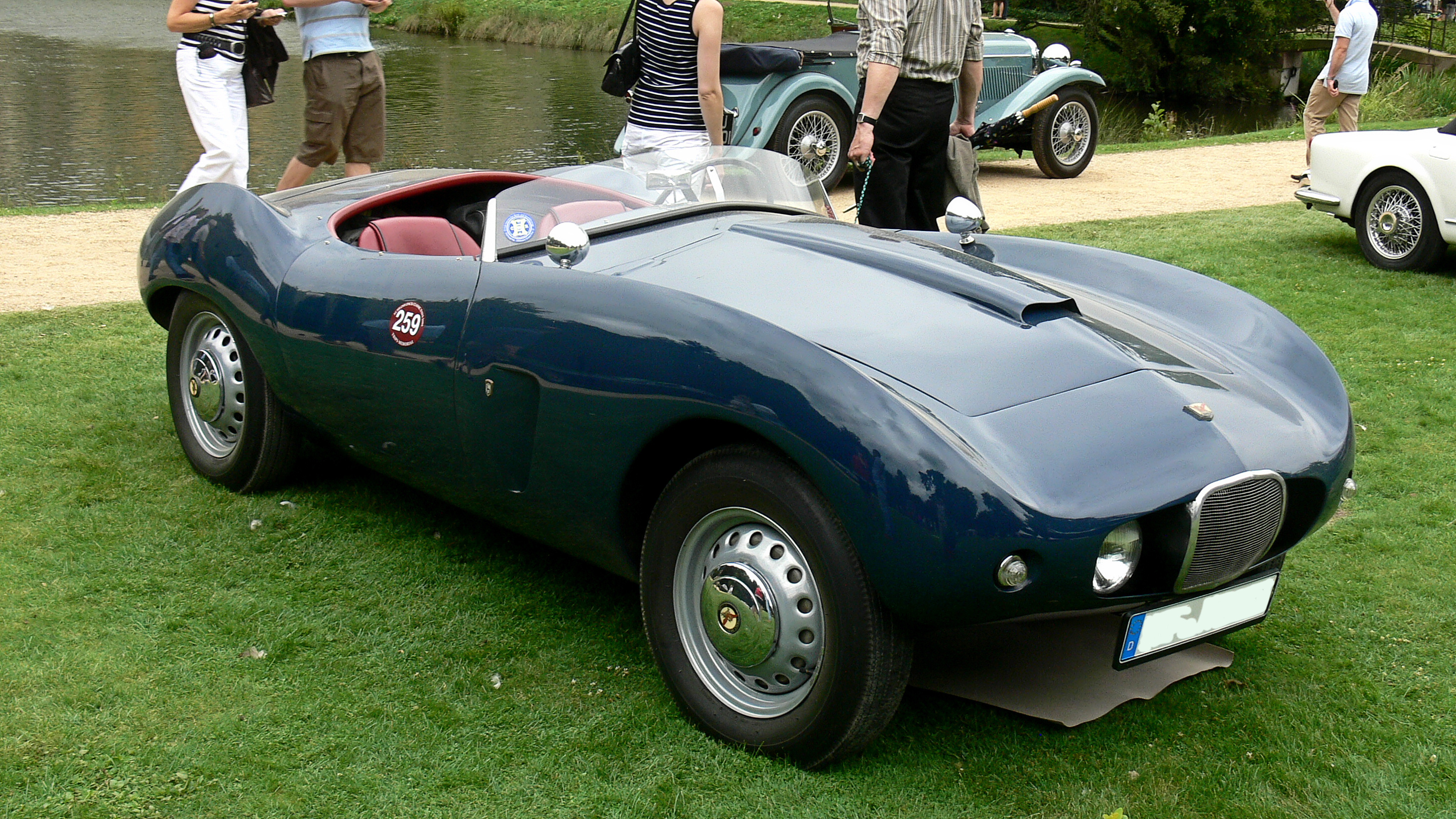
Arnolt-Bristol, 1954

Erfolgreicher als der eigentliche 404 war eine Ableitung des Modells, der Arnolt-Bristol. Hierbei handelt es sich um ein kleines Coupé bzw. Cabriolet, das auf dem Chassis des 404 aufbaute und in Italien mit einer attraktiven Karosserie von Bertone versehen wurde. Initiator des Projekts war der amerikanische Geschäftsmann Stanley „Wacky“ Arnolt aus Indiana, der ein leistungsfähiges und kompaktes Sportfahrzeug mit europäischen Genen für den amerikanischen Markt suchte. Arnolt stellte die Verbindung zwischen Bristol und Bertone her und vermarktete die Fahrzeuge in den USA. Als die Fahrzeuge 1954 vorgestellt wurden, lagen die Preise zwischen 4000 und 6000 $ – was etwa der Hälfte des Preises entsprach, den man damals für den 404 zu entrichten hatte. In der Zeit von 1954 bis 1961 wurden insgesamt 154 Arnolt-Bristol verkauft. Heute sind die überlebenden Exemplare gesuchte Raritäten, die zu sechsstelligen Dollar- bzw. Euro-Preisen gehandelt werden.

#### Bristol 405

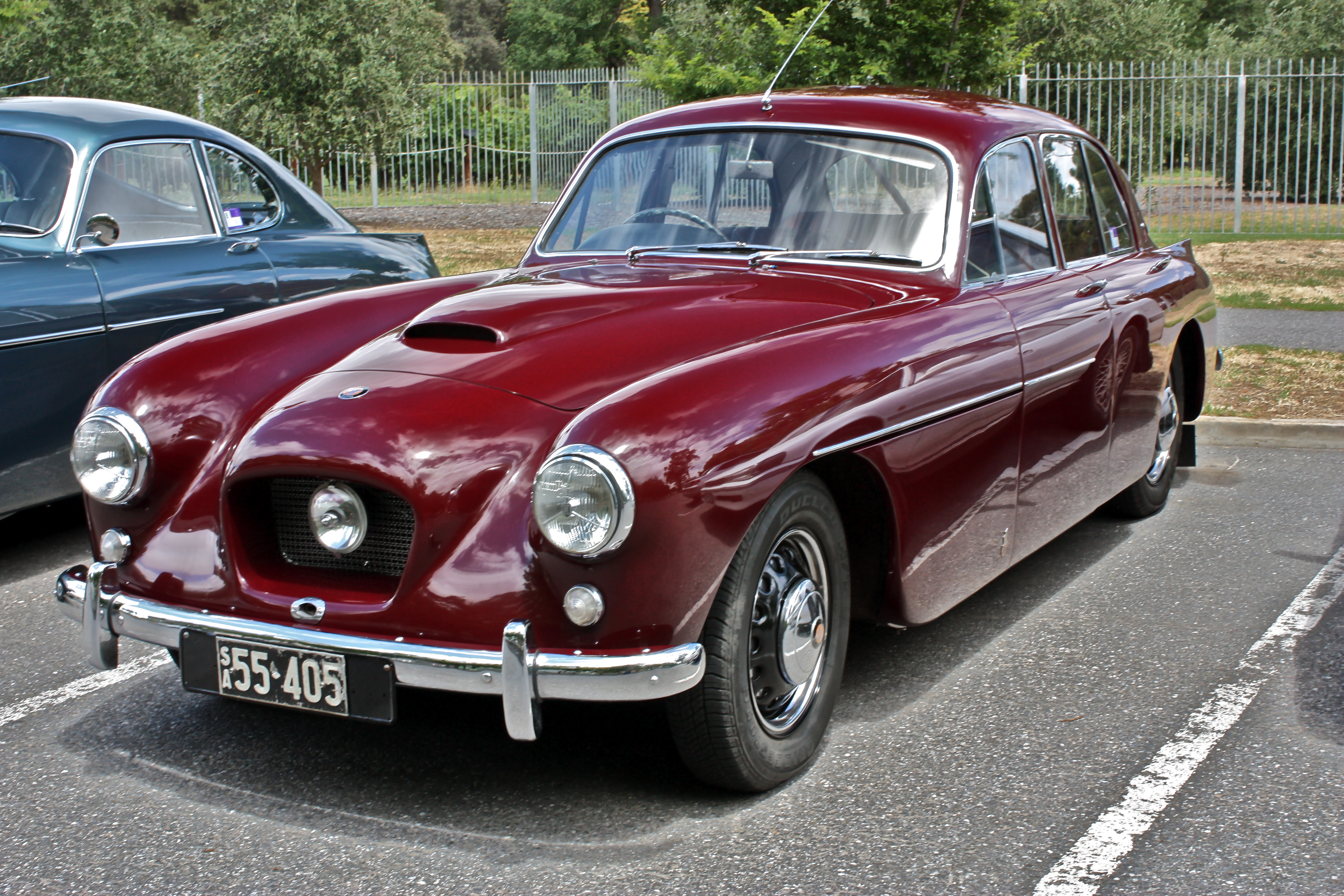
Bristol 405

1953 wurde als erstes – und bislang einziges – viertüriges Modell der Bristol 405 eingeführt. Er griff einige Gestaltungsmerkmale des Bristol 404 auf, darunter die an einen Flugzeugrumpf erinnernde Kühlergestaltung und die kleinen Heckflossen auf den hinteren Kotflügeln. Der 405 wurde von der Presse allgemein gelobt; allerdings war der Einstieg zu den Rücksitzen angesichts der knapp geschnittenen Hecktüren unkomfortabel. Auf der Basis des 405 stellte das britische Karosseriewerk E. D. Abbott eine zweitürige, Drophead Coupé genannte Cabriolet-Version her, das – anders als die Limousine – eine Stufenhecklinie aufwies. Vom Bristol 405 wurden in vier Jahren insgesamt etwa 300 Exemplare hergestellt.

#### Bristol 406

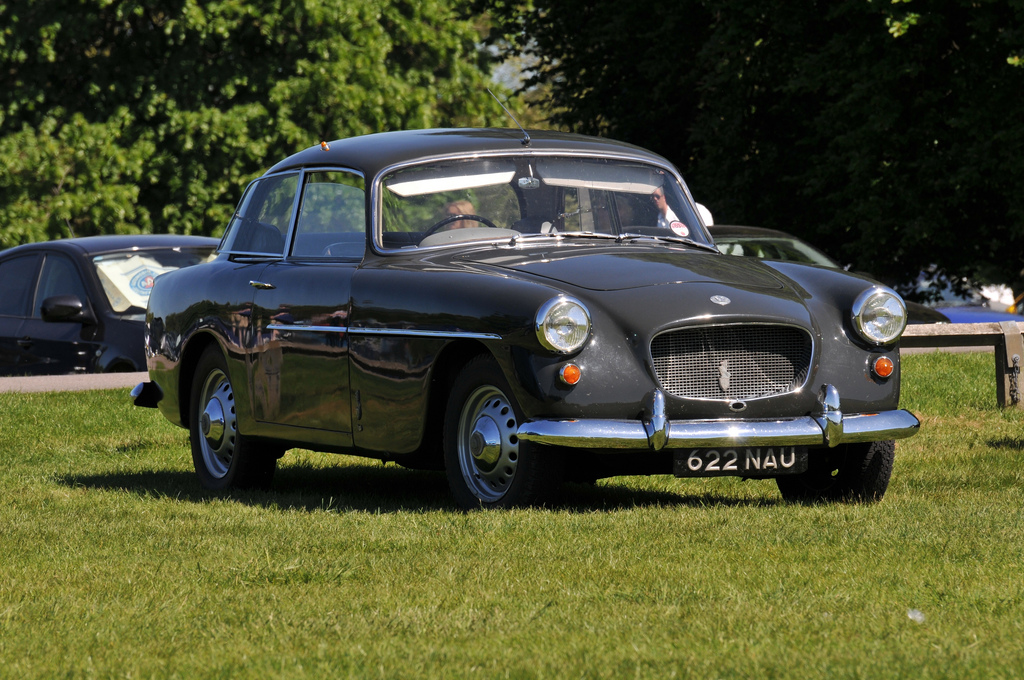
Bristol 406

1958 kehrte Bristol zu klassischen zweitürigen Coupés zurück. Der Bristol 406 verwendete das bekannte Chassis, erhielt aber eine 2,2-Liter-Version des hauseigenen Sechszylinder-Motors, der einen vergrößerten Hub aufwies und 105 PS bei 4700 Umdrehungen pro Minute abgab. Ein besonderes Merkmal des Wagens waren seine vier Scheibenbremsen, auf deren Existenz Bristol stolz hinwies.
Der Bristol 406 wurde erstmals im Oktober 1957 der Öffentlichkeit präsentiert. Das erste Ausstellungsfahrzeug war mit einem eleganten Aufbau des Schweizer Karosserieherstellers Gebr. Beutler aus Thun versehen; für die Serienproduktion verwendete Bristol aber wieder eine eigene, selbst hergestellte Karosserie. Sie entstand im Frühjahr 1958. Es handelte sich um ein klassisches Stufenheck-Design mit Ponton-Linien. Die Frontpartie ähnelte noch immer dem Bristol 404. Die C-Säule war weit nach hinten verschoben und ermöglichte eine komfortable Positionierung der Rückbank. Dieser Entwurf stellte die Grundlage für alle späteren Bristol-Fahrzeuge bis hin zum Bristol 411 dar.
Der Bristol 406 ging im August 1958 in den Verkauf. Die Presseberichte lobten regelmäßig das Fahrverhalten und die Sicherheit des neuen Modells, bemängelten aber die bescheidenen Fahrleistungen, die hinter denen der (preiswerteren) Konkurrenz von Jaguar oder Aston Martin deutlich zurückblieben.

### Die Achtzylinder-Modelle
Bristol zog in den späten 1950er Jahren zunächst die Produktion eines stärkeren, etwa 3 Liter großen Sechszylinder-Motors in Erwägung. Von ihm sollen einige Prototypen entstanden und getestet worden sein. Letztlich erwies sich die Produktion des Motors allerdings als zu teuer, sodass Bristol von dem Vorhaben Abstand nahm. Stattdessen entschied sich das Werk für den Bezug von Chrysler-Motoren aus kanadischer Produktion, ein Schritt, zu dem sich der nationale Konkurrent Jensen etwa zur gleichen Zeit ebenfalls bereit fand. Aus der Verbindung dieses Motors mit der Karosserie des 406 wurde schließlich der Bristol 407.

#### Bristol 407 bis 411

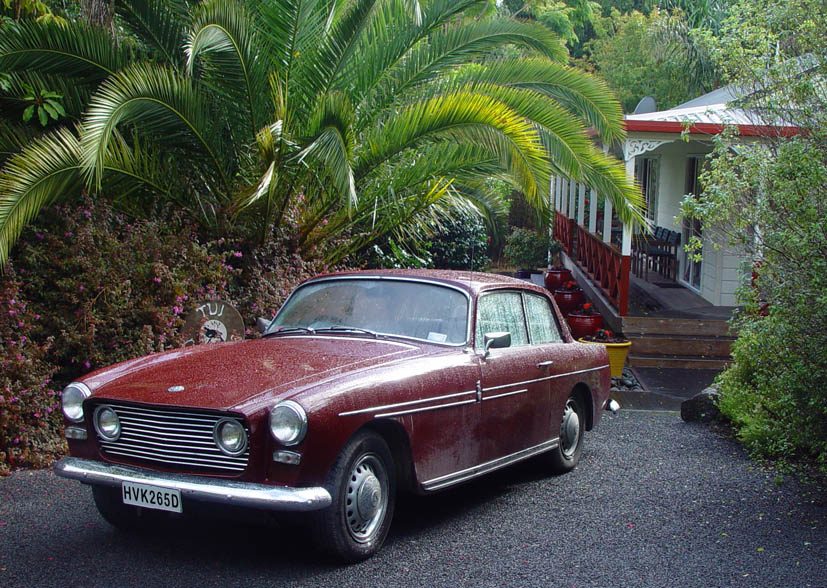
Bristol 409

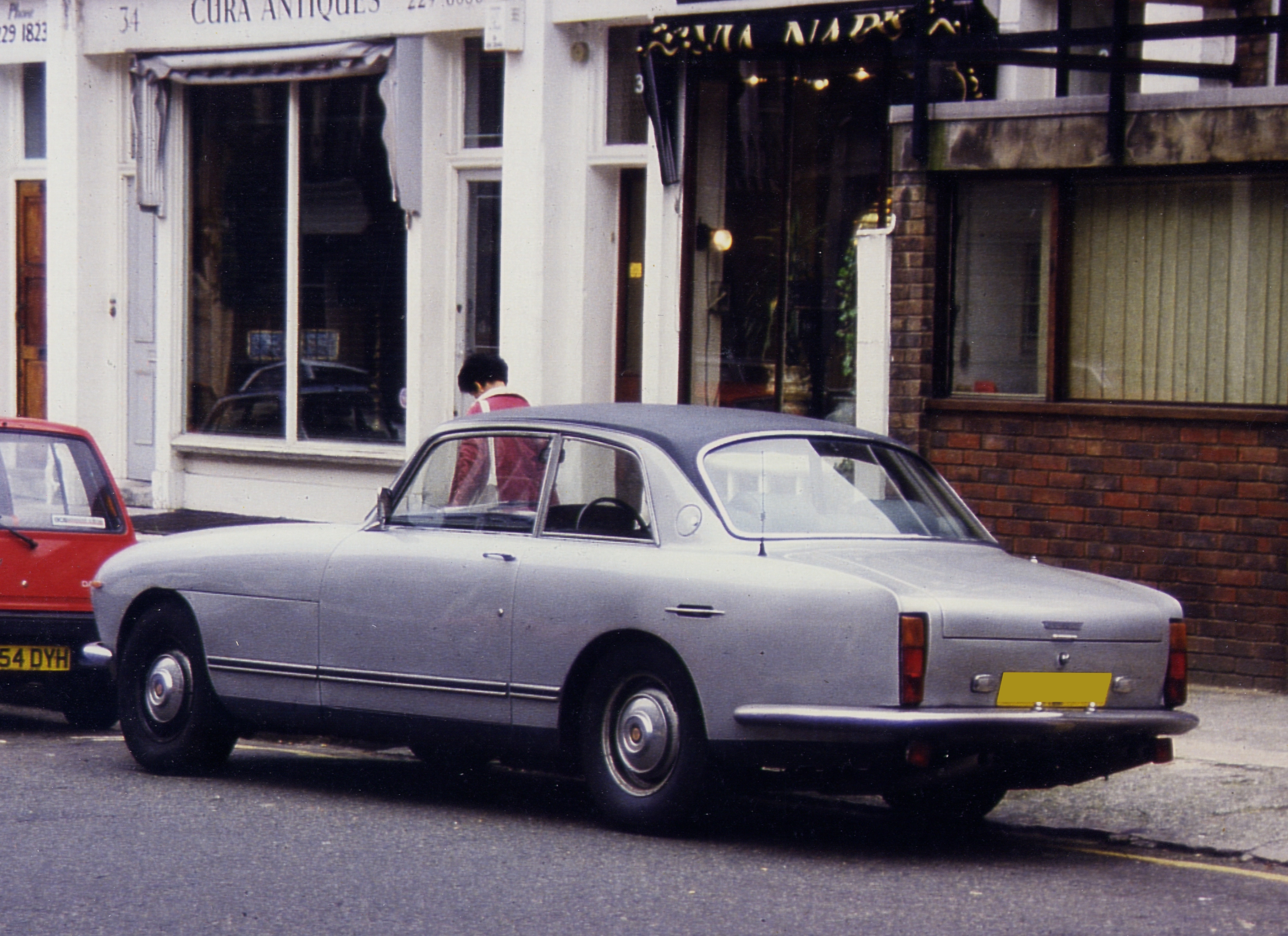
Bristol 411 Mk. 3

Die Modelle Bristol 407 bis 411 bilden eine Familie. Sie beruhen auf dem Fahrwerk und der Karosserie des Bristol 406, verfügen aber über kanadische Chrysler-Motoren. Die einzelnen Modelle unterscheiden sich in erster Linie durch die Gestaltung der Front- und Heckpartien sowie durch die Größe der verwendeten Motoren, die bei 5,2 Litern Hubraum im 407 begann und bei 6,6 Litern Hubraum im Bristol 411 endete. Folgende Modelle entstanden:
- Bristol 407: 1961 bis 1963
- Bristol 408: 1963 bis 1965
- Bristol 409: 1965 bis 1967
- Bristol 410: 1967 bis 1969
- Bristol 411 Mk. 1 bis Mk. 5: 1969 bis 1976.

Bristol gelang es, mit den Modellen 407 bis 411 eine ausgewogene Verbindung aus Sportlichkeit und Komfort herzustellen. Vor allem aufgrund der zurückhaltenden äußeren Gestaltung galten sie als konservativ und „understated“, wie das Firmenmotto wiederholt betonte. Sie konkurrierten auf dem nationalen Markt eher mit dem Jensen Interceptor und den Alvis TD bis TF als mit den betont auf Sportlichkeit ausgelegten Coupés von Aston Martin. Internationale Konkurrenten waren der Iso Rivolta 300, der Maserati Mexico oder der Monteverdi High Speed 375.
Von den Modellen Bristol 406 und Bristol 407 gab es jeweils exklusive, in geringen Stückzahlen produzierte Sondermodelle mit einer Karosserie von Zagato. Nachfolger des Bristol 411 Mk. 5 war nicht der Bristol 412 – dieses Modell wurde eine Zeitlang parallel zum 411 produziert –, sondern der 1976 vorgestellte Bristol 603.
Die Achtzylinder-Modelle von Bristol wurden regelmäßig von bekannten Persönlichkeiten gefahren. Als Peter Sellers für kurze Zeit einen Bristol 407 fuhr und seine zukünftige Braut Britt Ekland mit dem Bristol fotografiert wurde, verschaffte dies der Marke zusätzliche Aufmerksamkeit.
Die Produktionszahlen der Modelle 407 bis 411 sind nicht bekannt. Bristol verweigert entsprechende Informationen mit der Begründung, dass eine genaue Kenntnis der Produktionszahlen unerwünschte Einflüsse auf die Gebrauchtwagenpreise haben könnte. Einige Quellen berichten, dass bis zur Einführung des Bristol Beaufighter im Jahr 1980 insgesamt etwa 6000 Fahrzeuge in Handarbeit entstanden seien. Diese Zahl wird allerdings von nicht wenigen Markenexperten stark angezweifelt. So ist der Vorsitzende des um eine Erfassung aller produzierten Fahrzeuge in einem Register bemühten Bristol Owners Club der Ansicht, dass in den 60 Jahren der Existenz des Unternehmens insgesamt keinesfalls mehr als 3000 Bristols hergestellt wurden. Die meisten Fahrzeuge seien Sechszylinder-Modelle, die in den 1950er Jahren hergestellt wurden; seit der Umstellung auf Chrysler-Motoren bewege sich der Jahresausstoß nur noch im niedrigen zweistelligen Bereich.

#### Bristol 412, Beaufighter und Beaufort

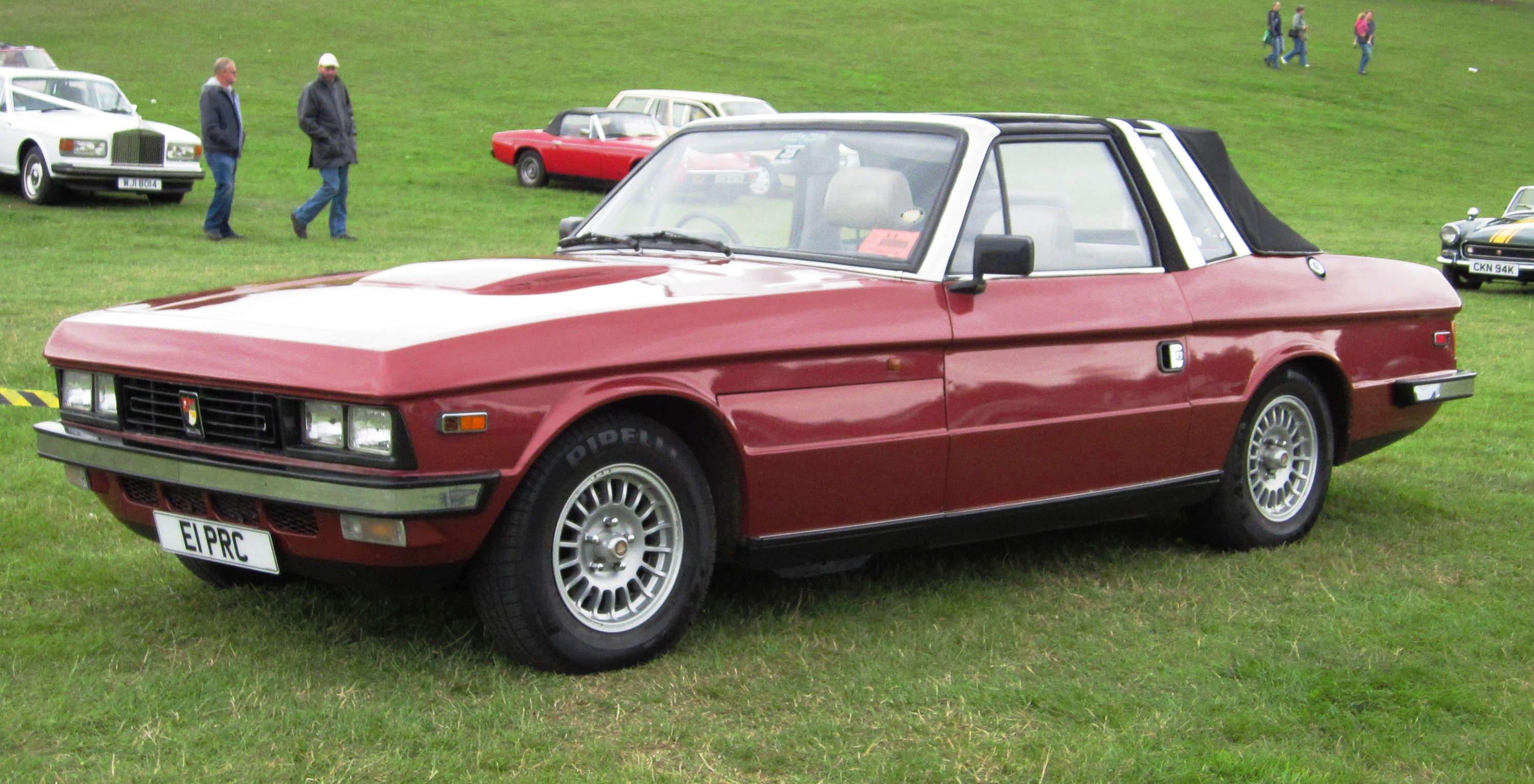
Bristol Beaufighter

Zwischen 1974 und 1993 produzierte Bristol ein Sicherheitscabriolet mit Zagato-Karosserie, das den Saloons zur Seite gestellt wurde und in verschiedenen Serien angeboten wurde. Die Produktionszahlen waren über die Jahre durchgängig niedrig; britische Schätzungen gehen davon aus, dass in 18 Jahren nicht mehr als 150 412-Fahrzeuge (in allen Versionen) hergestellt wurden. Preislich lag der 412 jeweils deutlich über den Saloons. Bis 1993 entstanden mehrere Versionen: Auf den 1974 vorgestellten 412 S1 Convertible Saloon mit 6,6 Liter großem Achtzylinder-Motor von Chrysler folgte 1977 der 412 S2, der wie der parallel produzierte geschlossene 603 von einem V8-Motor mit 5,9 Liter angetrieben wurde. Einzelne Exemplare dieser Reihe wurden noch in den 1980er Jahren hergestellt; sie waren fakultativ mit einem Katalysator ausgerüstet. 1980 erschien die dritte Serie des 412, die – als Reminiszenz an ein gleichnamiges Flugzeug der Bristol Aeroplane Company – die Bezeichnung Beaufighter erhielt. Der Beaufighter entsprach stilistisch weitgehend dem bisherigen 412, hatte aber einen leistungsgesteigerten Motor. Der bekannte Achtzylinder-Motor von Chrysler war mit einem Rotomaster-Turbolader ausgestattet und erzielte eine 30 Prozent höhere Leistung als der 412 S2. Der Beaufighter war der erste serienmäßig mit einem Turbolader ausgestattete Wagen britischer Produktion. Der 1984 präsentierte Bristol Beaufort war schließlich ein viersitziges Vollcabriolet ohne Überrollbügel. Es war mit dem 5,9 Liter Achtzylinder-Motor von Chrysler ausgestattet. Diese Variante blieb ein Einzelstück.

#### Bristol 603

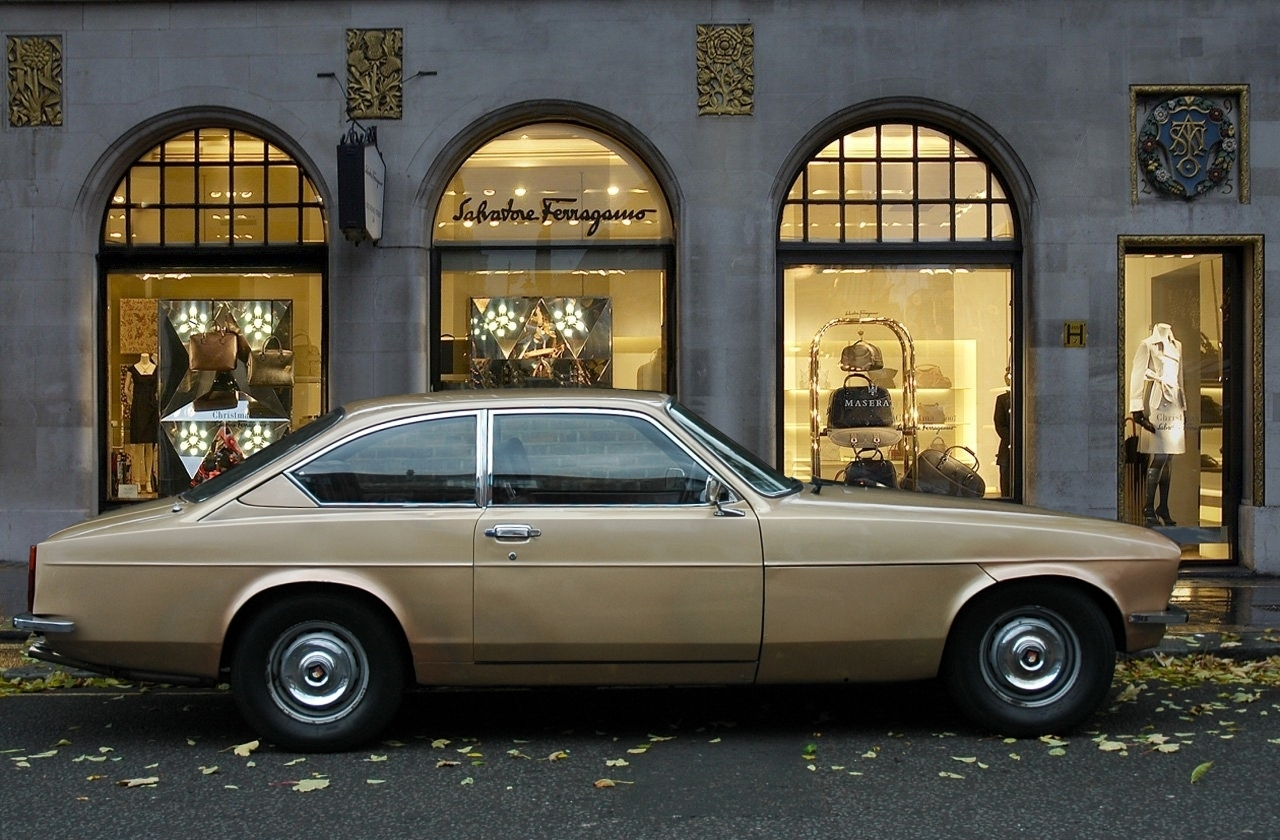
Bristol 603

Anlässlich des dreißigjährigen Bestehens der Marke stellte Bristol im Oktober 1976 den Nachfolger des 411 vor, der sich nicht nur äußerlich, sondern auch in der Bezeichnung von seinen Vorgängern unterschied. Der Bristol 603, dessen Name auf den 603-jährigen Bestand der Stadt Bristol hinweisen sollte, ruhte weiterhin auf dem bekannten Fahrgestell mit unverändertem Radstand. Er war ein viersitziger Saloon, der nunmehr über ein Semi-Fließheck verfügte. Bezüglich der Motoren zeigte Bristol Zurückhaltung. Im Angebot standen nunmehr zwei etwas kleinere Achtzylinder von Chrysler. Im 603S (für Sport) arbeitete die 5,9 Liter-Version mit einem Vierfachvergaser, daneben wurde ein 603E (für Economy) mit einer 5,2 Liter-Version des Achtzylinders angeboten, die sich in ähnlicher Form beispielsweise auch im Monteverdi Sierra fand.
1978 erschien der 603 in einer zweiten Serie (603S2). Äußerlich war das neue Modell durch seitliche Entlüftungsöffnungen in den hinteren Kotflügeln zu erkennen. In technischer Hinsicht beschränkte sich Bristol nunmehr auf die 5,9-Liter-Variante; das bisherige Modell 603E entfiel.
Der 603 wurde zum Stammvater für alle weiteren Bristol Saloons. Sein Karosseriekonzept, die Semi-Fastback-Linie und die Fahrgastzelle samt Glaspartien wurden in den folgenden 30 Jahren für alle Saloons beibehalten. Änderungen sollten sich auf Retuschen an Front und Heck sowie auf technische Merkmale beschränken.

#### Bristol Britannia und Brigand

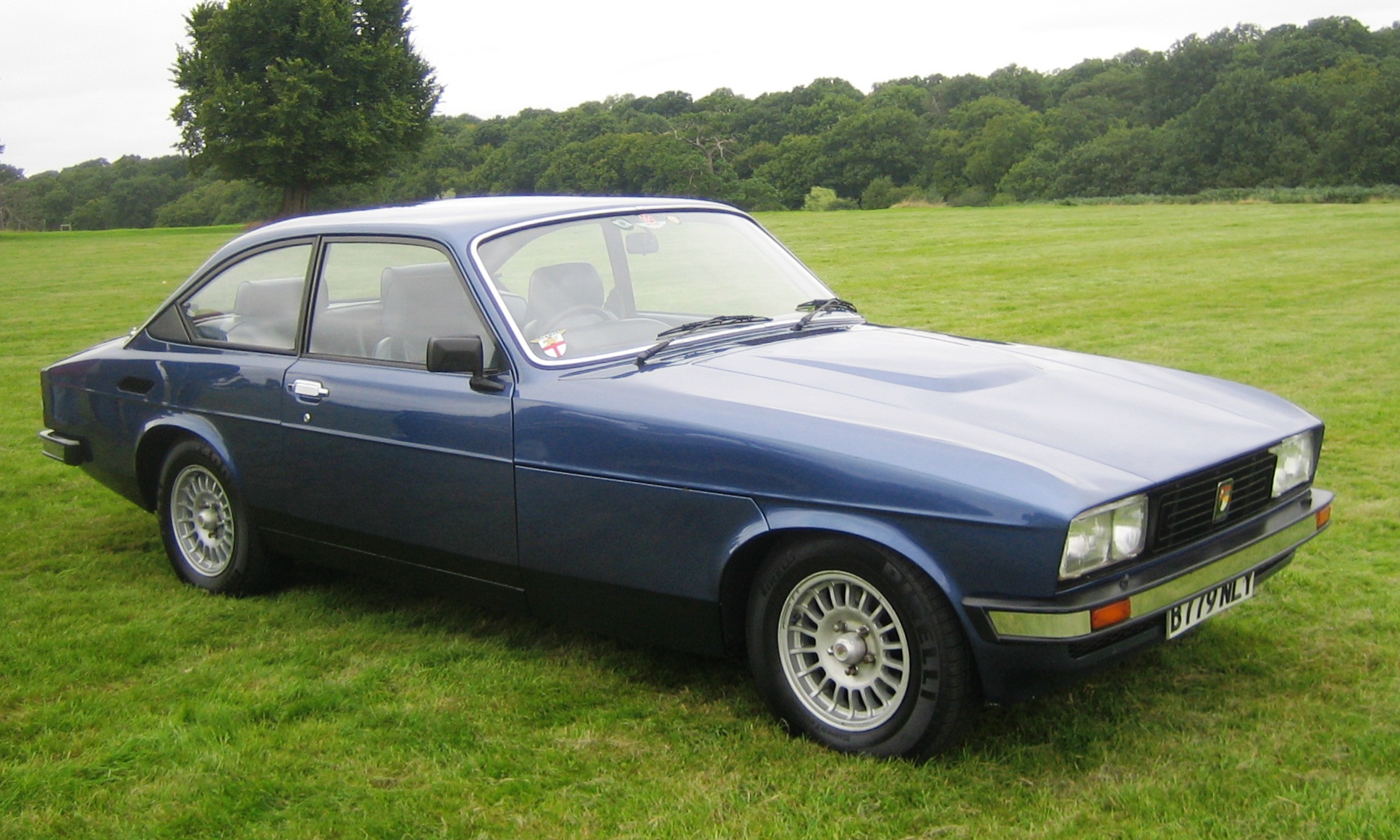
Bristol Brigand

Die 603-Reihe erfuhr im Sommer 1982 eine tiefgreifende Überarbeitung. Äußerlich wurden einige Änderungen an der Karosserie durchgeführt. So sah man neue rechteckige Scheinwerfer vom Talbot Tagora und neue Heckleuchten vom Bedford CF. Zusammen mit rechteckigen, um die Flanken herumreichenden Stoßfängern sah das Auto zeitgemäßer aus. Die Basisversion, die nach wie vor mit dem bekannten 5,9-Liter-Achtzylinder von Chrysler ausgerüstet war, erhielt die Bezeichnung Britannia, wiederum benannt nach einem Passagierflugzeug von Bristol Aircraft. Leistungsstärker war der Brigand, das die Karosserie des Britannia mit dem turbogeladenen Motor des Beaufighter verband. Die Fahrleistungen waren beeindruckend; aufgrund der günstigeren Aerodynamik des Coupés waren sie noch besser als beim Beaufighter. Äußerlich war der Brigand an der Wölbung auf der Motorhaube erkennbar, die wegen des Turboladers notwendig war. Die Modelle Britannia und Brigand blieben bis Sommer 1993 im Angebot. Genaue Produktionszahlen sind nicht bekannt; zumeist wird ein Jahresausstoß von etwa einem Dutzend Autos vermutet. Ein 1983 hergestellter Britannia wurde im Jahre 1993 zum ersten Prototypen für das neue Modell Blenheim umgerüstet.

#### Bristol Blenheim Saloon und Speedster

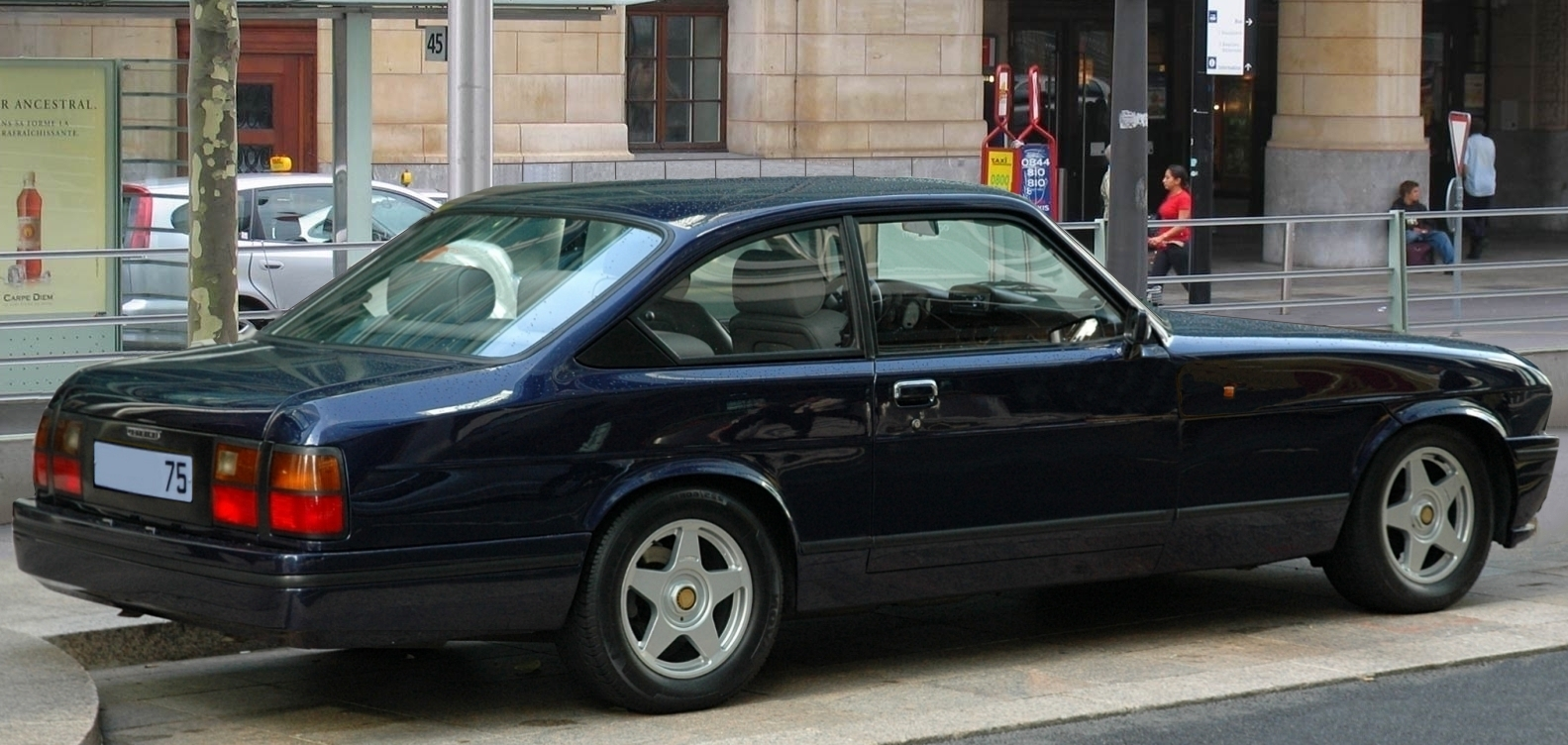
Bristol Blenheim 3S

Im September 1993 erschien mit dem Bristol Blenheim ein neues Modell, das die beiden bisherigen Typen Britannia und Brigand ersetzte. Dabei handelte es sich nicht um eine Neuentwicklung, sondern um Überarbeitungen der bisherigen Modelle. Weiterhin wurde das bekannte Chassis und die Karosserie-Grundstruktur des Typs 603 verwendet, die lediglich in Details modifiziert worden war. An der Frontpartie erschienen vier kleine Rundscheinwerfer, am Heck, das gegenüber dem Vorgänger deutlich höher gezogen war, trug das Auto nunmehr die markanten Rückleuchten des kurz zuvor eingestellten Vauxhall Senator B. In der ersten, von 1993 bis 1998 gebauten Version wurde ein vergleichsweise gering überarbeiteter Chrysler-Motor verwendet, der im Gegensatz zu den Vorgängermodellen nun mit einer elektronischen Benzineinspritzung und vier Katalysatoren ausgestattet war. Er leistete etwa 225 PS und ermöglichte Fahrleistungen, die im Allgemeinen als enttäuschend empfunden wurden. Eine von 1998 bis 1999 gebaute Serie 2 verfügte neben einer geänderten Frontpartie über einen leistungsfähigeren Motor mit ca. 260 PS, und die ab November 1999 hergestellte dritte Version mit erneut veränderter Frontpartie war bereits in ihrer regulären Ausgabe nochmals stärker. Zusätzlich dazu wurde im Jahr 2001 die leistungsgesteigerte Variante Blenheim 3S präsentiert. Im Gegensatz zur Neuentwicklung Fighter nannte Bristol für den Blenheim allerdings weiterhin keine genauen Leistungswerte, in britischen Presseveröffentlichungen wurde aber ein Wert von etwa 400 PS geschätzt. Unter der Bezeichnung Blenheim 3G war auch eine Version mit Flüssiggasantrieb ab Werk erhältlich, das nicht der London Congestion Charge unterlag. Der Bristol Blenheim Mk. 3 war nominell bis 2011 im Angebot; tatsächlich wurde das letzte Modell aber bereits 2008 produziert. Ein Blenheim Mk. 4 mit einer stark abgewandelten Karosserie wurde im Frühjahr 2009 auf Kundenwunsch als Einzelstück hergestellt. Dieses Modell belegte die zunehmende Bereitschaft des Werks, individuelle Vorstellungen seiner Kunden unter Abweichung von der Serienproduktion umzusetzen.
Vom Blenheim Saloon abgeleitet war ein offenes zweisitziges Modell namens Blenheim Speedster mit neo-klassischer Karosserie.

#### Series 6

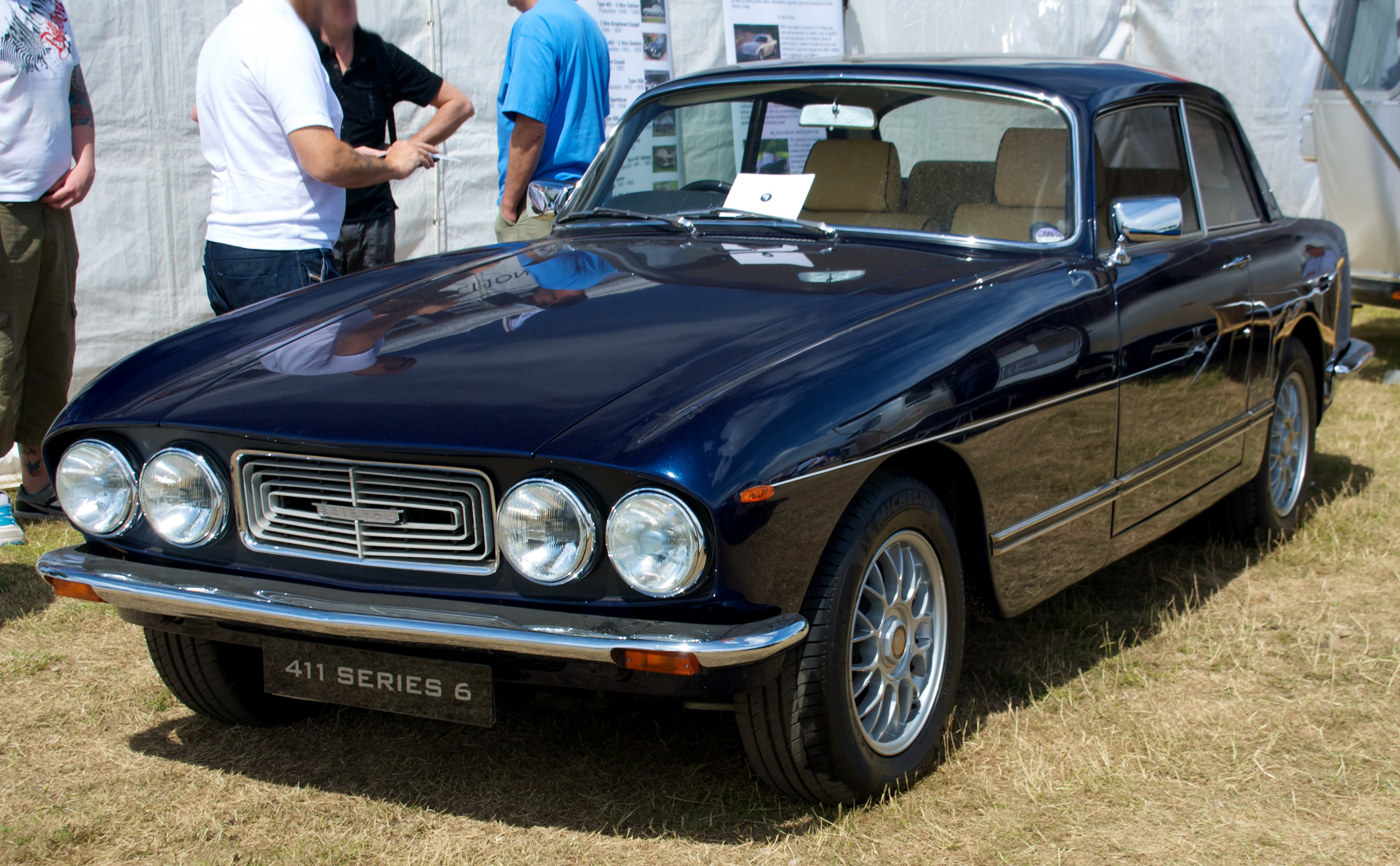
Verbindet klassisches Design mit moderner Technik: Der Bristol 411 Series 6.

Bereits seit den 1960er-Jahren bot Bristol seinen Kunden die Möglichkeit, ältere Automobile durch zahlreiche individuelle Eingriffe zu aktualisieren. Neben Karosserieveränderungen konnten auch technische Komponenten ersetzt bzw. angepasst werden.
Weiter als diese sog. Upgrading ging ein umfassender Erneuerungsservice, den Bristol seit 2009 für alle Achtzylinder-Modelle anbot und der zu einer Anpassung der klassischen Saloons an den Stand der Blenheim-Modelle führte. Die Fahrzeuge wurden nach Abschluss der Arbeiten als „Series-6“-Modelle bezeichnet. Im Rahmen der Überarbeitung wurden die gebrauchten Fahrzeuge der Kunden komplett zerlegt und unter Verwendung zahlreicher Neuteile wieder aufgebaut. Das Chassis des Spenderfahrzeugs war auch die Grundlage des neu aufgebauten Fahrzeugs. Während die Karosseriegestaltung unverändert blieb, wurden die technischen Komponenten weitgehend ausgewechselt. Die Fahrzeuge erhielten die Antriebs- und Fahrwerkstechnik des aktuellen Bristol Blenheim 3, sodass die Fahrleistungen, das Fahrverhalten und die Abgaswerte deutlich verbessert wurden. Die „Series-6“-Modelle waren mit dem aktuellen, 5,9 Liter großen Achtzylindermotor ausgestattet, wobei je nach Kundenwunsch die Standardversion oder die stark bearbeitete Ausführung aus dem Blenheim 3S mit etwa 400 PS zum Einsatz kam. Auch die computergesteuerte Viergangautomatik des Blenheim wurde übernommen. Schließlich erhielten die Fahrzeuge ein zeitgemäßes Audiosystem, eine Satellitennavigationsanlage und einen IPod-Anschluss.
Das erste auf diese Weise überarbeitete Fahrzeug war ein Bristol 411, der 2008 fertiggestellt wurde und die Bezeichnung 411 Series 6 erhielt (die 5. Serie wurde bis 1976 produziert). Das Projekt ging auf den Auftrag eines einzelnen 411-Besitzers zurück. Das erhebliche Kundeninteresse führte bald dazu, dass Bristol diese Kompletterneuerung nunmehr als werksseitigen Service anbietet. Anfängliche Planungen sahen vor, nur Fahrzeuge vom Typ 410 und 411 zu überarbeiten; inzwischen ist der Service für alle Achtzylinder-Modelle verfügbar. Das gilt auch für den Bristol 412. Alle Modelle erhalten nach Fertigstellung der Arbeiten den Zusatz „Series 6“. Bis zur Insolvenz von Bristol Cars im März 2011 wurden sieben „Series 6“-Fahrzeuge komplettiert, außerdem hatte die Überarbeitung zweier 410 und eines 603 begonnen.

### Bristol Fighter

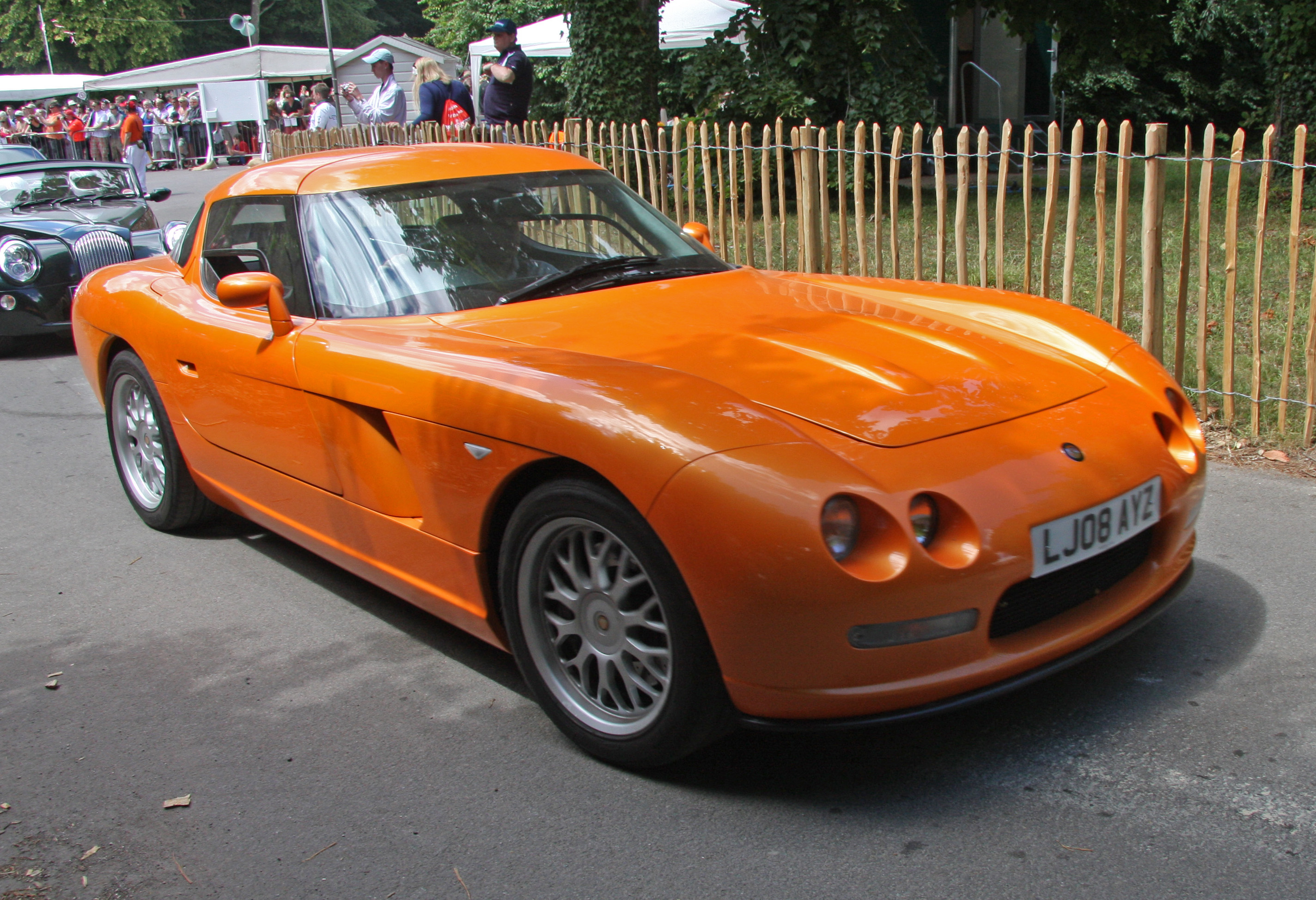
Bristol Fighter

Der 2004 präsentierte Fighter war komplett neu entwickelt. Einen wesentlichen Anteil an der Entwicklung dieses Fahrzeugs, insbesondere des Chassis, hatte der in Kanada geborene Rennwagenkonstrukteur Max Boxstrom. Der Motor des Fighter basierte auf dem V10 des Dodge Viper und leistete in der Basisversion 525 PS (386 kW), während die Karosserie mit den Flügeltüren eine Eigenentwicklung war. Der Fighter sollte sich gerade bei hohen Geschwindigkeiten sehr stabil fahren lassen, wobei sich Bristol auf seine – 50 Jahre zurückliegende – Erfahrung aus dem Flugzeugbau beruft. Der Fighter soll einen Luftwiderstandsbeiwert von 0,255 haben. Weitere Versionen waren der Fighter S mit 628 PS (462 kW) sowie der turbogeladene Fighter T mit 1027 PS (755 kW). Bis zur Produktionseinstellung 2011 wurden nach Werksangaben 14 Fighter komplettiert. Aber auch diese Angaben werden als zu hoch bezweifelt. Einige Berichte gehen von nur neun komplettierten Fighter aus. Ob schließlich der Fighter T in den Verkauf kam oder serienmäßig produziert wurde, lässt sich nicht zweifelsfrei bestätigen.

### Bristol Bullet

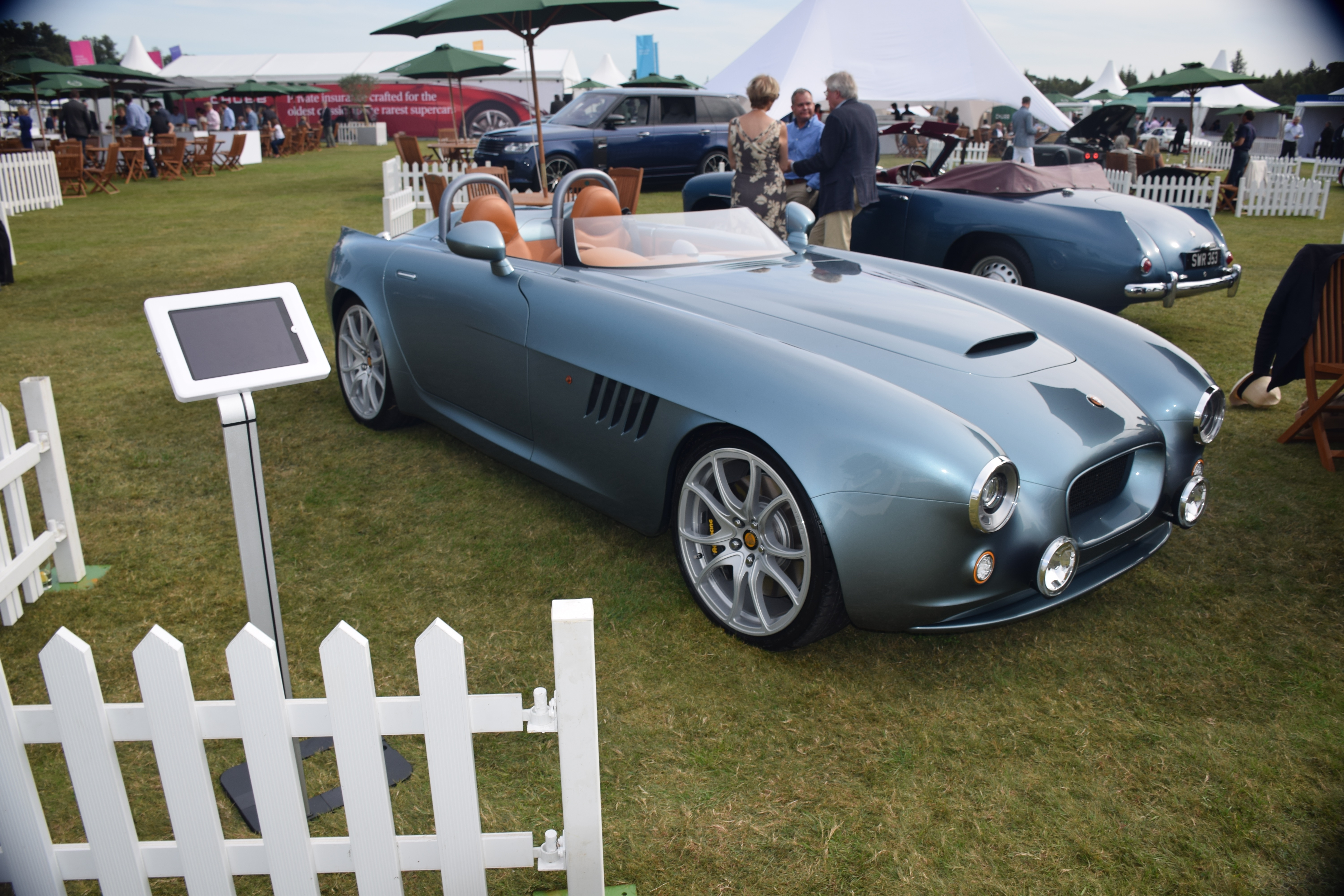
Prototyp des Bristol Bullet (2016)

Bristols erstes neues Modell nach der Übernahme durch Kamkorp wurde am 28. Juli 2016 öffentlich vorgestellt, nachdem kurz zuvor beim Goodwood Festival of Speed bereits ein Prototyp gezeigt worden war. Der unter dem Codenamen Pinnacle (deutsch: Gipfel) entwickelte neue Bristol sollte die Verkaufsbezeichnung Bullet (deutsch: Kugel, Geschoss) tragen, die bereits in den späten 1950er-Jahren für den Prototyp eines Rennsportwagens verwendet worden war. Der Bullet ist ein zweitüriger offener Sportwagen, dessen Karosserie an die des bis 2008 hergestellten Blenheim Speedster erinnert. Er hat eine sehr niedrige Windschutzscheibe. Entgegen ursprünglichen Ankündigungen verwendet der Bullet einen herkömmlichen Verbrennungsmotor; ein Hybridantrieb war nicht vorgesehen. Der 4,8 Liter große Achtzylindermotor wurde von BMW dazugekauft; seine Leistung wurde mit 370 PS angegeben. Eine Serienproduktion kam nicht zustande.

## Motorsport

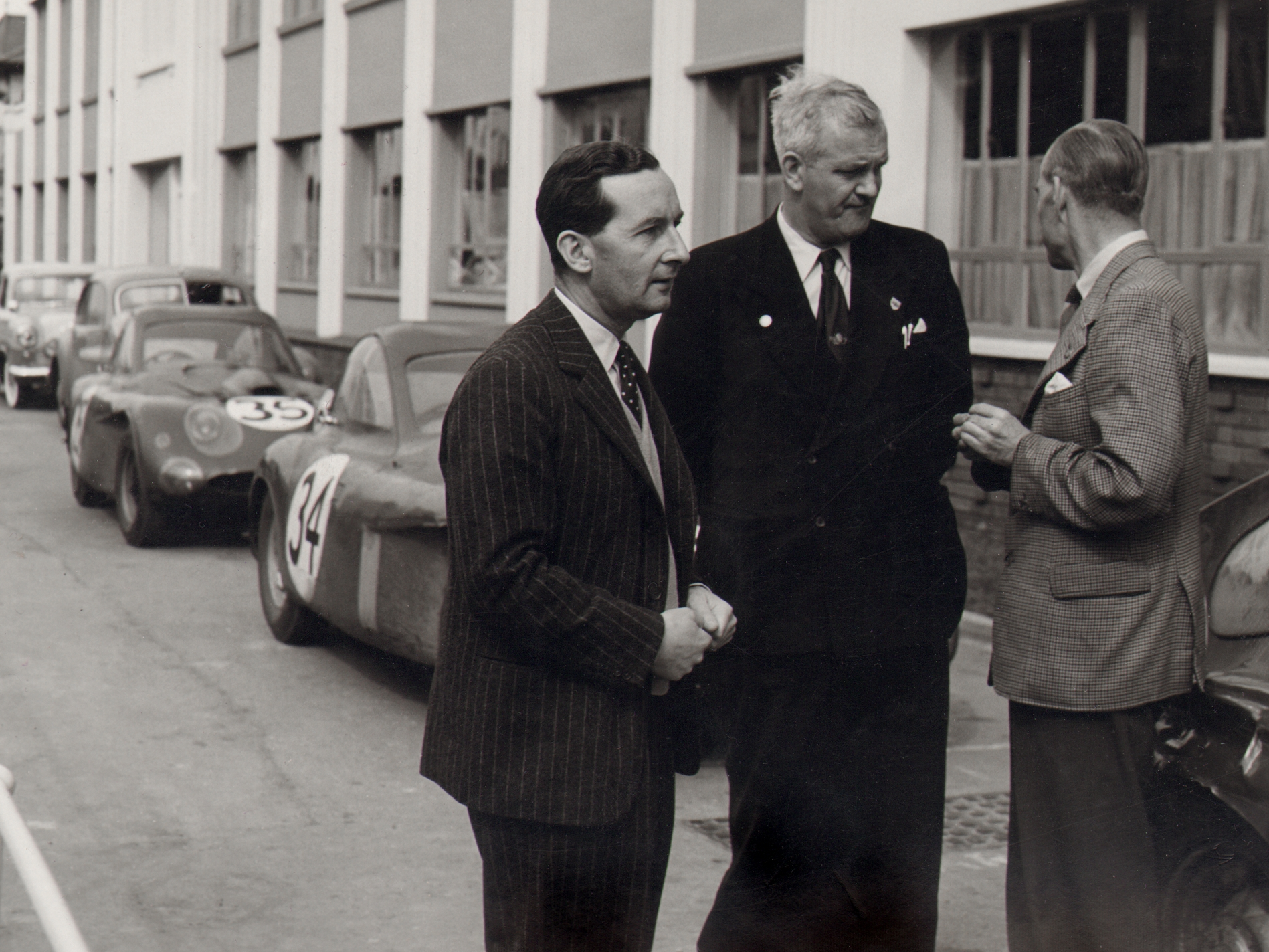
Sir George White mit zwei Bristol 450

Ab 1951 rüstete Bristol Cars einige Teams in der Formel 2 mit den entsprechenden Motoren aus, wobei die Chassis der jeweiligen Monoposti meist von Frazer-Nash stammten, die bereits seit 1934 BMW-Motoren verwendet hatten.
Als die Formel-1-Weltmeisterschaft 1952 nach dem Reglement der Formel 2 ausgeschrieben wurde, konnte man mit dem Bristol-BS-Motor, der sowohl die Cooper als auch den Frazer-Nash Ken Whartons vorantrieb, kleineren Teams zu bemerkenswerten Platzierungen verhelfen. Neben dem letztgenannten erreichte insbesondere Mike Hawthorn eine so beachtliche Performance, dass er sich für Enzo Ferrari empfehlen sollte. Doch die internationale Aufmerksamkeit für die Motoren blieb dabei zurück, so dass das offizielle Motorsport-Engagement in den höheren Klassen allmählich eingestellt wurde. Auch Eigenbauten wie der belgische bzw. französische Monnier Spéciale nutzten zeitweise ein Bristol-Triebwerk.
In der Sportwagen-Rennszene nahmen Bristol-Werksteams bei Le-Mans-Rennen zwischen 1953 und 1955 mit dem Bristol 450 erfolgreich teil, wie die Klassensiege von 1954 und 1955 bezeugen. Nach dem Unfall von 1955, bei dem über 80 Menschen ums Leben kamen, zog sich Bristol wie Mercedes-Benz vom aktiven Rennsport zurück, während ihre Motoren weiterhin von Cooper, Lotus und AC genutzt wurden.

## Sonstiges
Nathaniel Parker fährt in der britischen Kriminalfernsehserie Inspector Lynley, in der er einen Abkömmling der britischen Oberschicht verkörpert, einen Bristol 410 in Dunkelrot. Das in den Filmen eingesetzte Auto stand 2009 bei Bristol Cars zum Verkauf.